# Barroco genovés

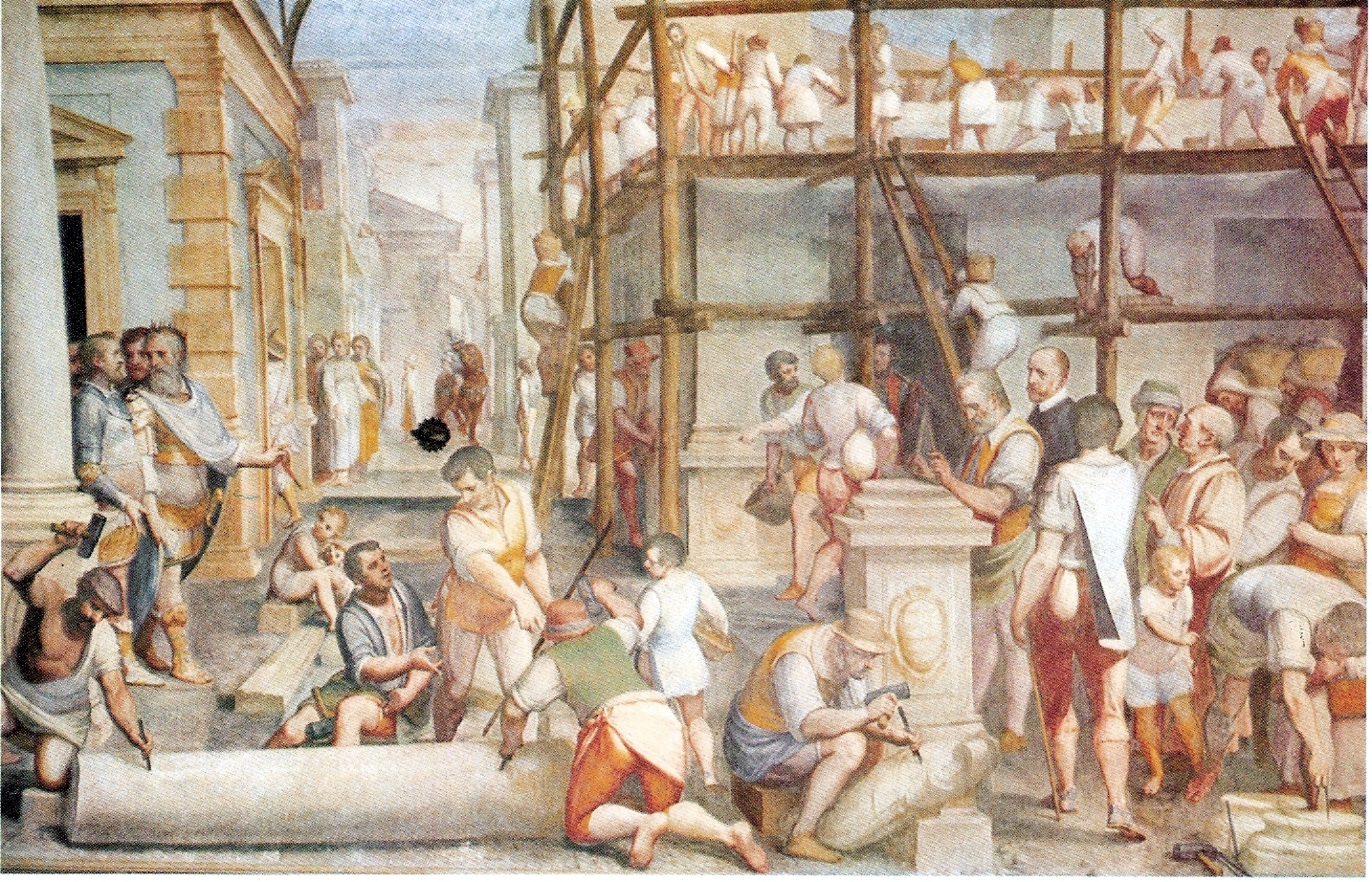
Representación la construcción de la Strada Nuova, palacio Lercari-Parodi

El barroco genovés, una variante local del barroco italiano, es la corriente artística predominante en la ciudad de Génova y en el territorio de Liguria desde las primeras décadas del Seicento hasta la primera mitad del Settecento, es decir, hasta la llegada del neoclasicismo.
La república de Génova era una rica república oligárquica, donde las autoridades eran poderosos banqueros. En el Renacimiento, Génova no se había convertido en un importante centro de arte, como si lo fueron Florencia, Ferrara, Roma, Rimini o Venecia. Pero en el siglo XVII, Génova sí tuvo una escuela original de pintura, llamada escuela genovesa, que se desarrolló a partir de los contactos con los flamencos —estancias de Rubens (1621-1622 y 1626-1627) y de van Dyck (1621-1627)—. El mejor pintor fue Bernardo Strozzi, llamado il Cappuccino, de gran importancia también para Venecia. Giovanni Castiglione, llamado il Grecchetto, retomó un género ya hecho famoso por Sinibaldo Scorza con pinturas de animales y naturalezas muertas bajo la influencia flamenca y veneciana. Domenico Fiasella y Gioacchino Assereto se unieron a los seguidores de Caravaggio, mientras que Valerio Castello fue más ecléctico. Los pintores Domenico Piola y Gregorio de Ferrari trabajaron en los programas de decoración de las iglesias y palacios de Génova.
En la primera mitad del siglo XVIII, Alessandro Magnasco dominó la pintura con su extraña personalidad, su técnica nerviosa y su exagerado claroscuro; sus distorsiones expresionistas crearon un mundo fantástico que recuerda a Salvator Rosa, Marco Ricci y Francesco Guardi.

## La génesis del barroco en Génova
La difusión de este estilo que involucró a todas las artes, y que alcanzó sus mejores y originales logros en el campo pictórico y escultórico, coincidió con un período de extrema prosperidad de la República de Génova. La República estaba dirigida en esos años por un régimen oligárquico, caracterizado la concentración de la riqueza en manos de un reducido número de familias, familias que competían entre ellas en la ostentación de su extraordinario poder económico. Lo hacían a través de encargos de obras de arte individuales (como retratos pictóricos o escultóricos y retablos), pero sobre todo en la construcción y decoración de edificios, en particular de sus propios palacios urbanos residenciales o de sus villas suburbanas, de las iglesias nobles, conventos y edificios religiosos que amparaban con su patrocinio. También competían en la creación de excepcionales colecciones de arte en las que reunieron cientos de piezas de los artistas más buscados en el momento, principalmente italianos, holandeses y españoles. Ese pequeño número de familias, verdaderas dinastías, estaban todos incluidos en la considerada lista de los Rolli, con los Doria, Adorno, Balbi, Spinola, Grimaldi, Lomellini, Durazzo, Pallavicini, Sauli, Negrone, Brignole-Sale, Giustiniani, Imperiale, Lercari, Cattaneo, Centurione y pocas otras.

## Pintura barroca genovesa

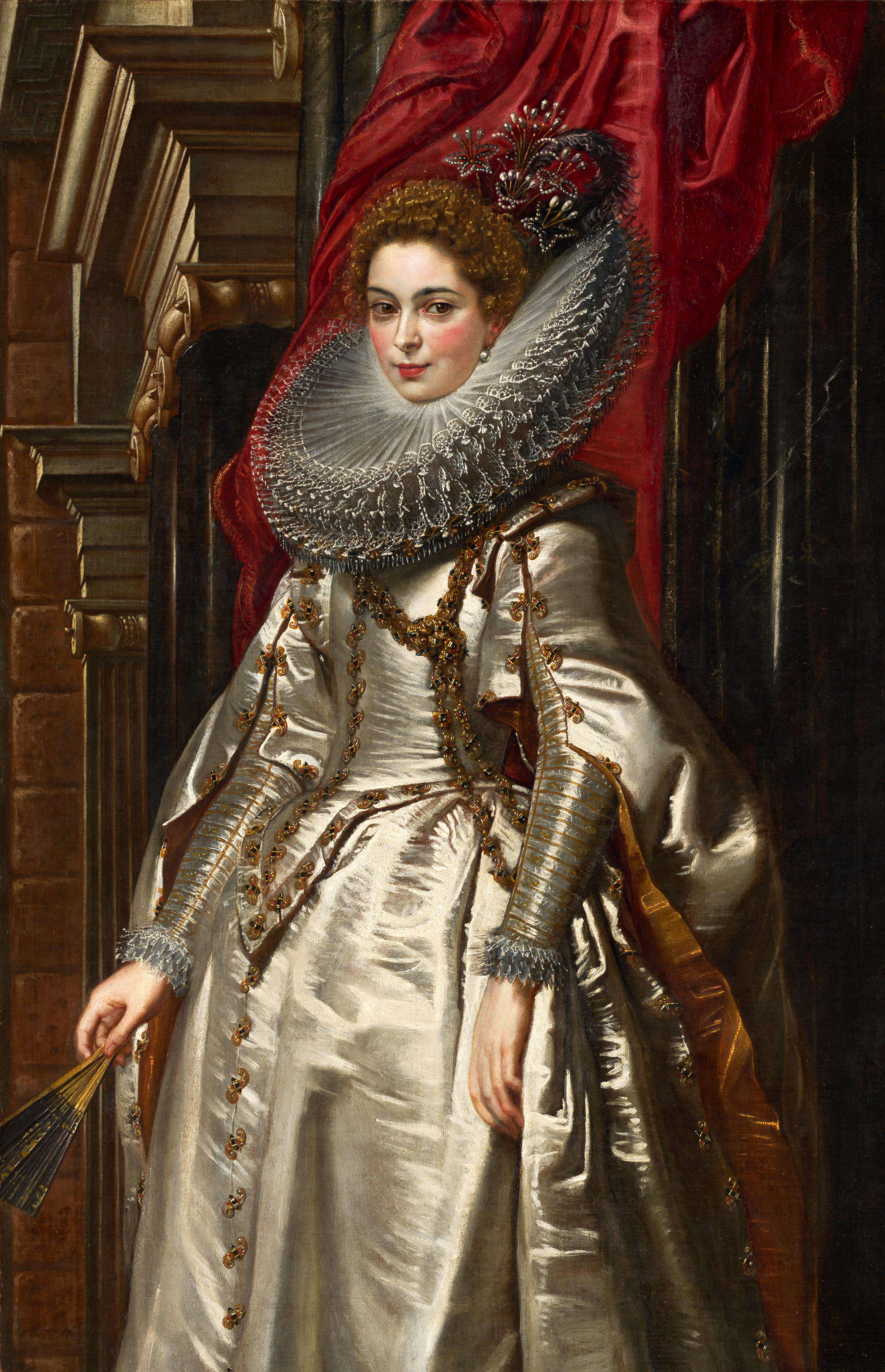
Peter Paul Rubens, Ritratto della Marchesa Brigida Spinola Doria, Washington, Galería Nacional de Arte

En el campo pictórico, el barroco irrumpió en la escena genovesa con la estancia en la ciudad de Peter Paul Rubens, datada entre 1604 y 1608. En Génova, el pintor flamenco, un que ya había residido en Roma y que había estado en contacto con la pintura de Caravaggio y de los Carracci, pintó algunas obras maestras, especialmente el Ritratto equestre di Giovanni Carlo Doria (1606) (Galería Nacional de Liguria en el Palazzo Spinola, Génova), el Ritratto della marchesa Brigida Spinola Doria (1606) (Washington, National Gallery of Art) y La Circoncisione di Gesù [La circuncisión de Jesús] (1604) (Iglesia del Gesù, Génova). Más tarde, en 1620, realizó otro retablo para el Gesù, los Miracoli di Sant’Ignazio di Loyola [Milagros de San Ignacio de Loyola], que Rubens envió desde Amberes después del regreso a su país.
Un estudiante de Rubens Antoon Van Dyck se quedó más tarde unos años en la ciudad, en 1621 y de 1625 a 1627, cuando tuvo la oportunidad de realizar los retratos de los representantes de las familias más ricas, celebrando su posición social con magníficas composiciones atentas a las vestimentas y a la ambientación. Entre los ejemplos más famosos se encuentran el Ritratto della famiglia Lomellini (1623), el Ritratto di Elena Cattaneo (1623-1624) o el Ritratto equestre di Anton Giulio Brignole-Sale (1627).

Obras de Rubens y sus discípulos en Génova
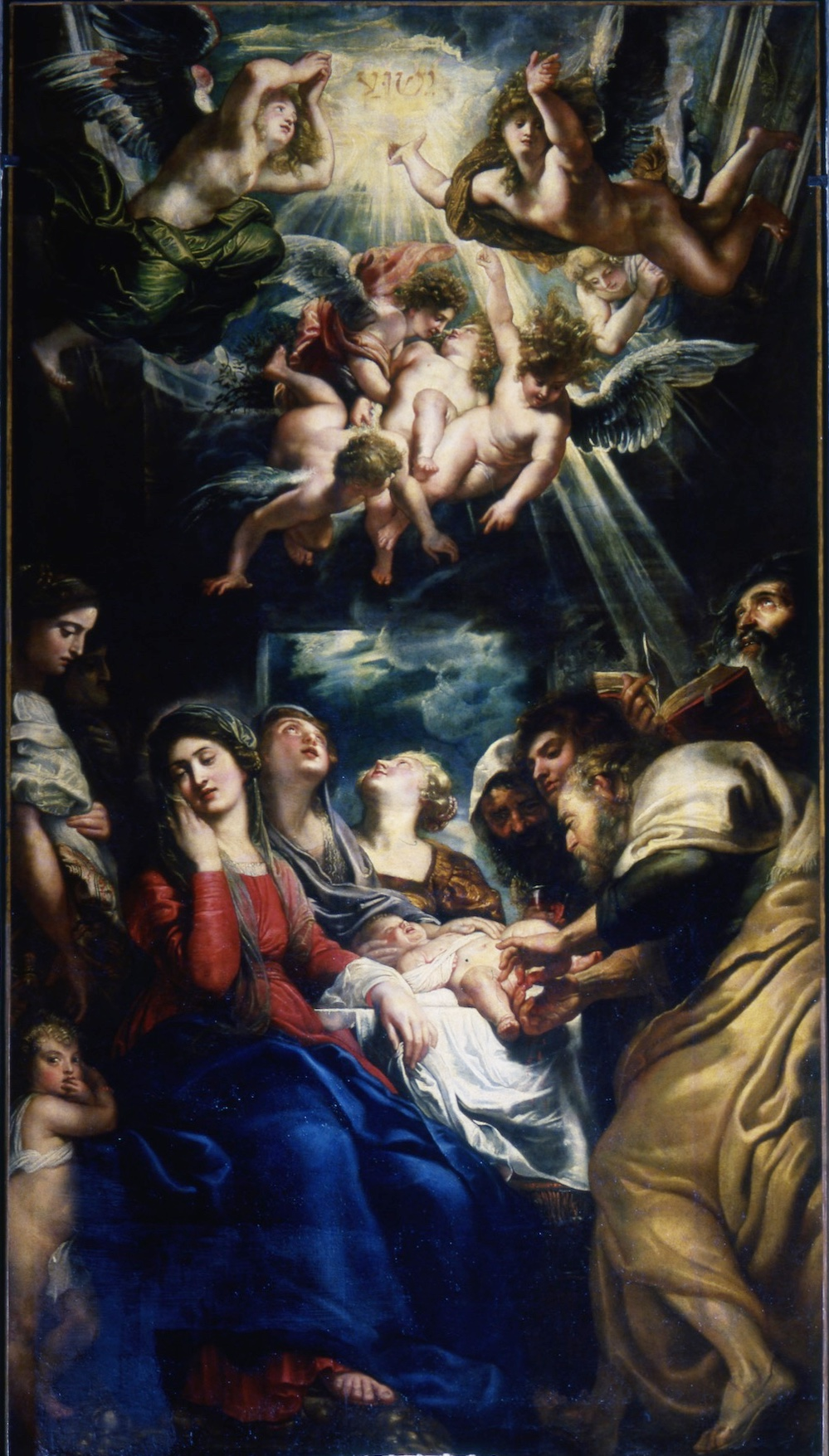
Circoncisione di Gesù, obra de Rubens en la iglesia de del Gesù, Génova
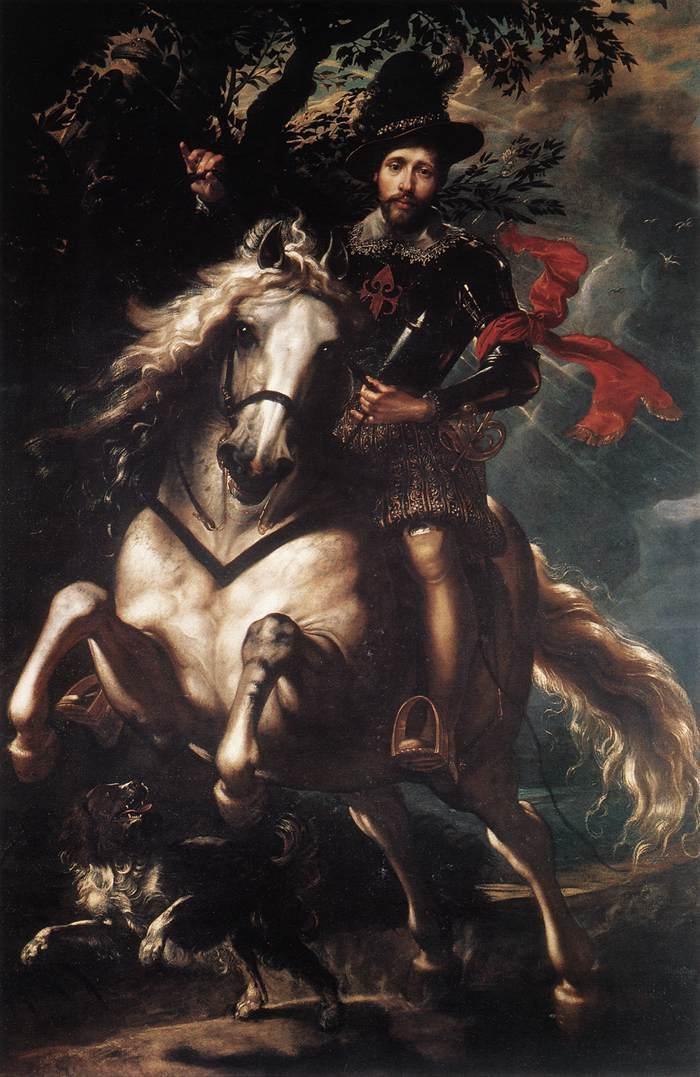
Ritratto di Gio Carlo Doria, obra de Rubens en el Palazzo Spinola di Pellicceria, Génova
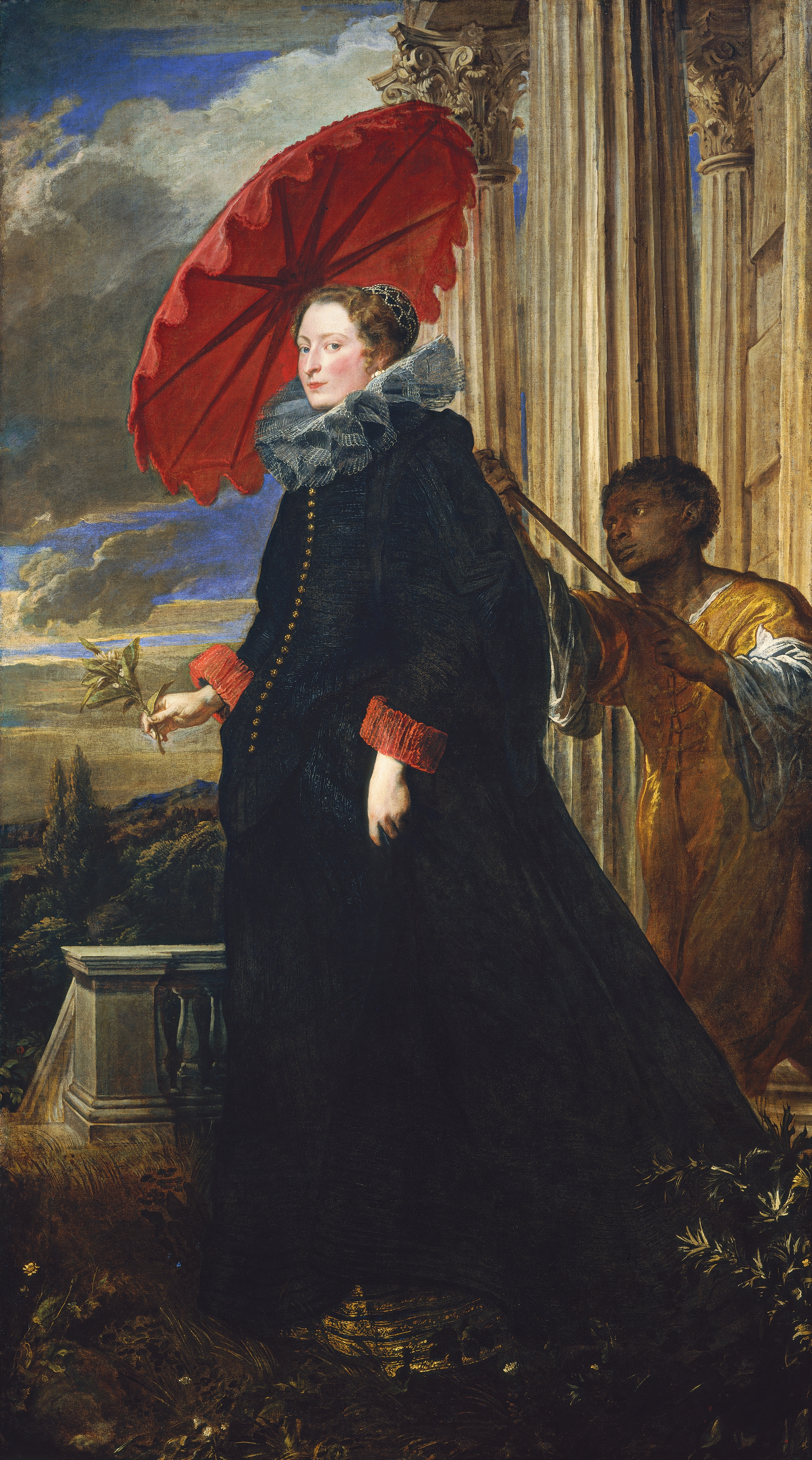
Ritratto di Elena Cattaneo (1623-1624), obra de Anthonis van Dyck
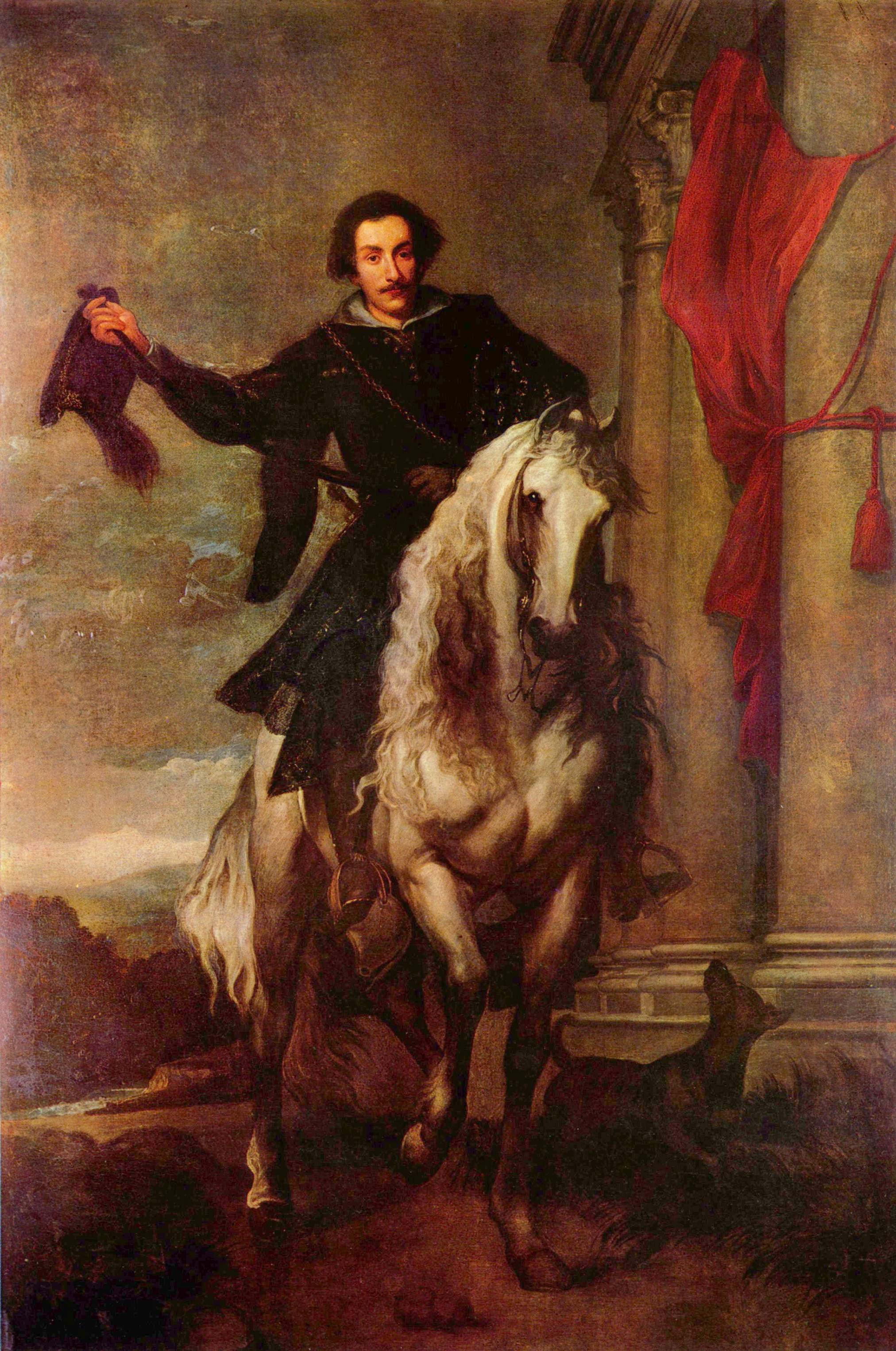
Ritratto equestre di Anton Giulio Brignole-Sale (1627), obra de Anthonis van Dyck

También los mejores autores del barroco lombardo, Giulio Cesare Procaccini o il Cerano, il Morazzone, tuvieron relaciones intensas con la Superba y numerosas pinturas suyas estuvieron presentes en las colecciones genovesas. Solamente la colección de Giovan Carlo Doria (1576-1625) poseía más de noventa obras de Procaccini, un pintor de origen emiliano cuyas obras se caracterizan por un refinado cromatismo y una delicada sensibilidad emocional, y que tuvo una influencia considerable en la pintura local. Una de sus principales obras maestras, la colosal Ultima Cena, pintada en Génova en 1618 para el refectorio de los hermanos menores de la Santissima Annunziata del Vastato, y que ahora está expuesta en la contrafachada de la basílica, testimonia la profunda investigación de la luminosidad y el extraordinario dinamismo y acentuada teatralidad de las figuras.

### Caravaggio y los caravaggistas en Génova

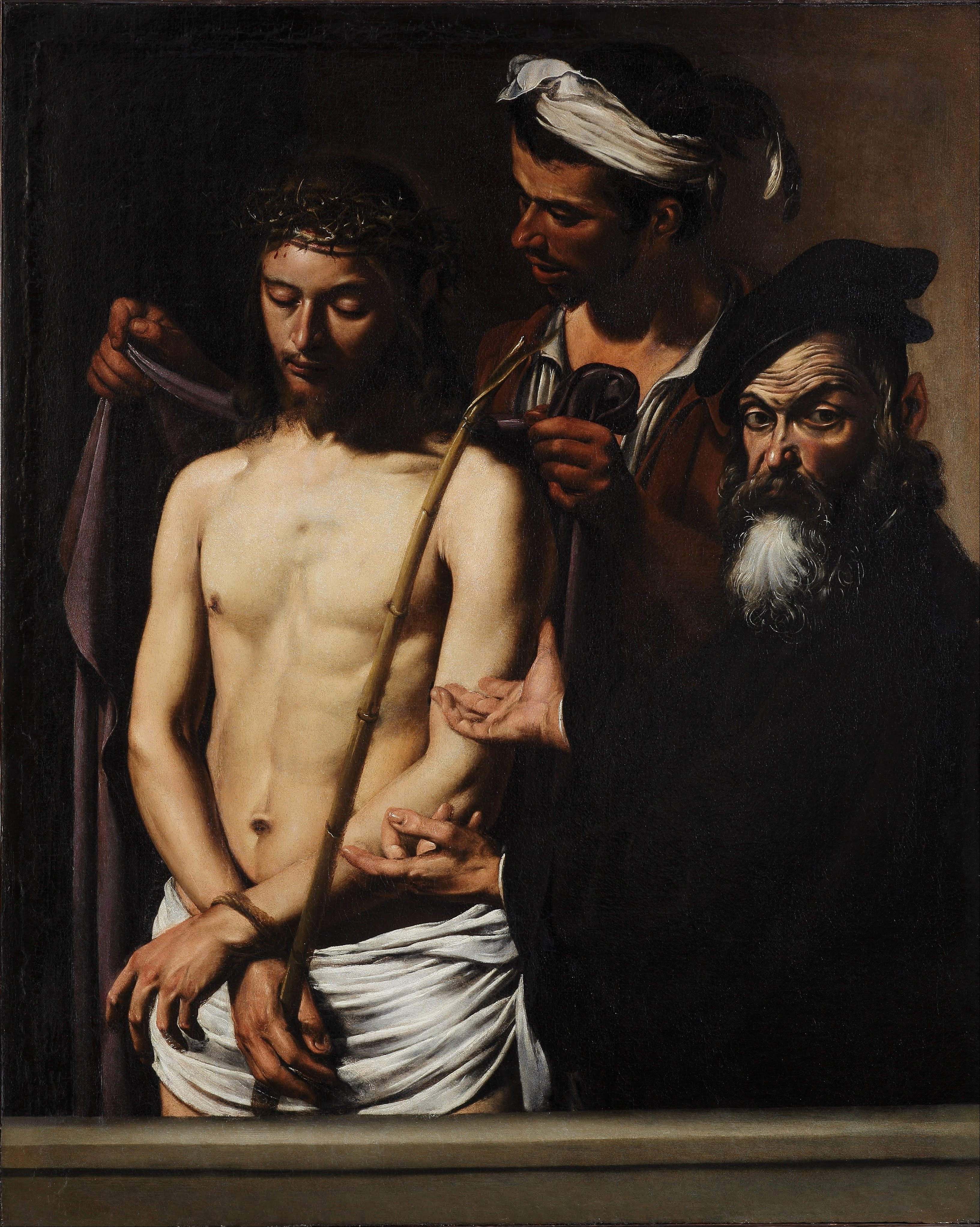
'Ecce Homo, de Caravaggio, palacio Bianco

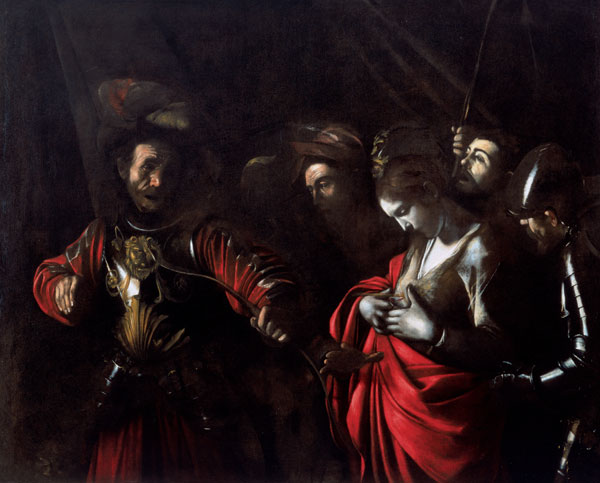
El martirio de santa Úrsula (1610), una obra de Caravaggio que permaneció en Génova hasta el siglo XIX

También la corriente naturalista del barroco, encabezada por Caravaggio, llegó temprano a Génova. De Caravaggio está documentada una residencia genovesa en 1605, de la que no se conocen con certeza obras, aunque se haya planteado la hipótesis de que pintara el Ecce Homo del palazzo Bianco. Si fueron genoveses algunos de sus principales patrocinadores, el banquero Ottavio Costa, el marqués Vincenzo Giustiniani y Marcantonio Doria, quien encargó la Sant'Orsola (1610), un trabajo extremo de Caravaggio que permaneció en Génova desde 1610 hasta el siglo XIX. También la primera versión, rechazada, de la Conversione di san Paolo de la capilla Cerasi en Santa María del Popolo, desde principios de los años 1650, se mantuvo en el palacio Balbi Senarega hasta finales del siglo XX. 
Fueron también muchas las copias de Caravaggio en las numerosas colecciones locales, incluida la Incoronazione di spine [Coronación de espinas] de la iglesia de la Certosa de S. Bartolomeo de Rivarolo, tomada de la pintura del Palazzo degli Alberti a Prato, según algunos críticos obra autógrafa del maestro que habrían terminado otros. Finalmente, muchos de los artistas más famosos del caravaggismo se quedaron en Génova, incluido el napolitano Battistello Caracciolo, llamado a Génova por los hermanos Marcantonio y Gio Carlo Doria para pintar la villa de Sanpierdarena, ahora desaparecida; el francés Simon Vouet, también invitado en Sampierdarena por la familia Doria, para quienes pintó el David con la testa di Golia (1620-1622), hoy en los Museos de Strada Nuova-Palazzo Bianco; el pisano Orazio Gentileschi, convencido en 1621 de mudarse a la República por Antonio Sauli, al que ya había conocido en Roma, del cual permanece una celebre Annunciazione en la basílica de San Siro.

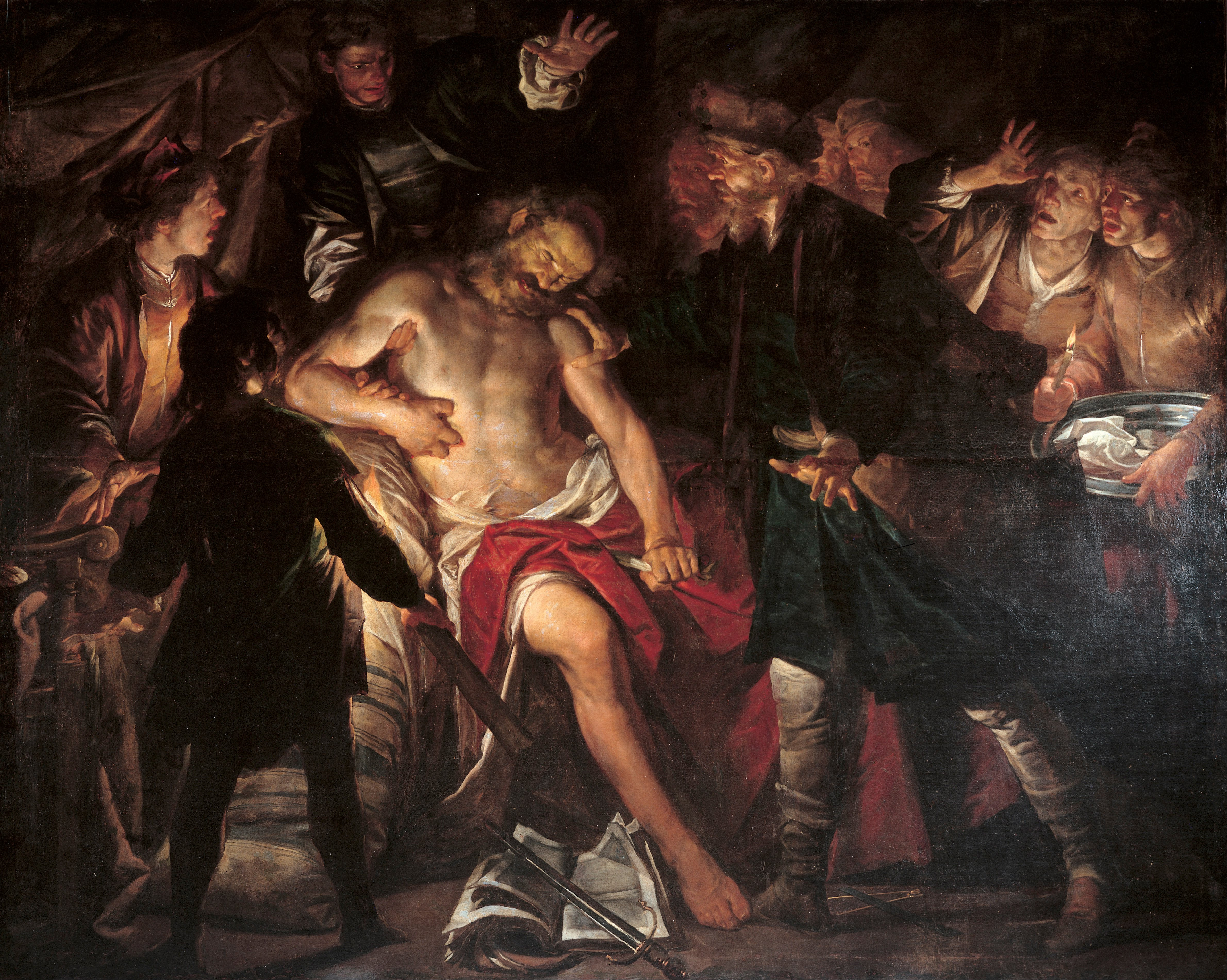
Morte di Cafone, de Gioacchino Assereto, Galería del palacio Bianco, Génova

Gioacchino Assereto (Génova, 1600-1649), desde sus primeros trabajos demostró su desinterés por la suntuosidad y la grandilocuencia de las obras contemporáneas de Rubens y de Van Dyck, comenzando una pintura de sobrio naturalismo, tanto en la elección de los temas como en la controlada paleta. El Suicidio di Catone (ca. 1640), una de sus obras más famosas conservada en el palazzo Bianco, es un ejemplo notable de las posibilidades de una iluminación nocturna: el drama de la escena se ve reforzado por dos fuentes de luz: la antorcha portada por el niño en primer plano, reducido a una silueta oscura que resalta el cuerpo desnudo del protagonista, y la vela que saca de las sombras las expresiones de desconcierto de las figuras del fondo.
En Orazio De Ferrari (Voltri, 1606 - Génova, 1657), la síntesis, de un animado naturalismo derivado del genovés Assereto, junto con un poderoso colorismo inspirado en Rubens y Van Dyck, llevó al célebre crítico Roberto Longhi a la famosa definición de barroco naturalistico. Por sus composiciones vigorosas y dramáticas, fue especialmente buscado tanto para representar grandes escenas mitológicas o bíblicas destinadas a las salas de las casas patricias —como la famosa Favola di Latona, pintada en 1638 para el conde de Monterrey, virrey de Nápoles o el Ratto delle Sabine de la colección Zerbone—, como autor de retablos en la ciudad de Génova y en toda Liguria.
Otro pintor que se inspiró en la pintura de Merisi fue Luigi Miradori (Génova, 1605 - Cremona, 1656) llamada el Genovesino. A diferencia de muchos de sus contemporáneos, demostró ser un pintor excéntrico, escogiendo temas y representaciones poco canónicas y muy personales, con mucha atención al vestuario contemporáneo y a las escenas populares. Dejó Génova temprano para ir a Piacenza y Cremona, donde se conservan sus principales obras maestras.

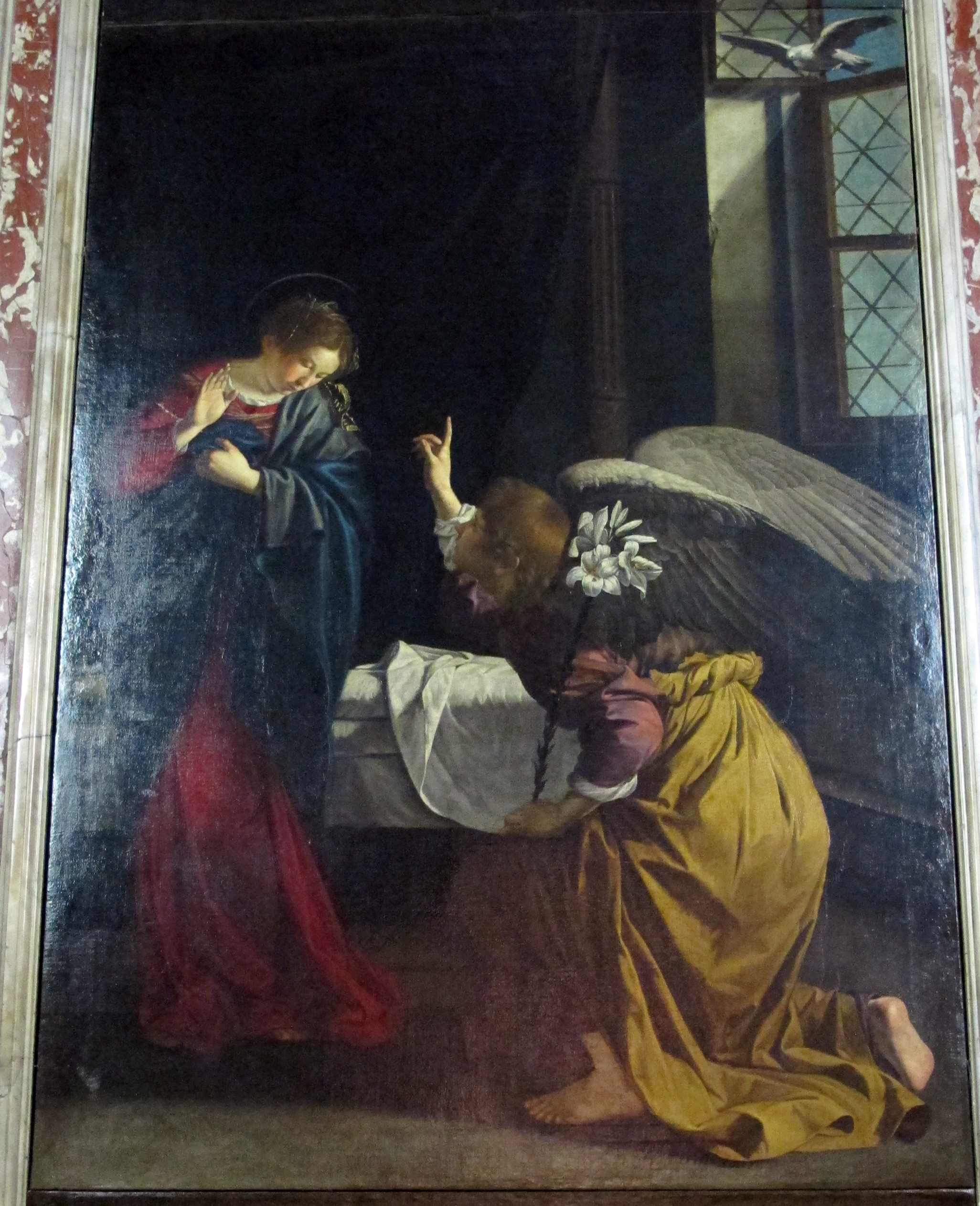
Annunciazione, de Orazio Gentileschi, basílica de San Siro
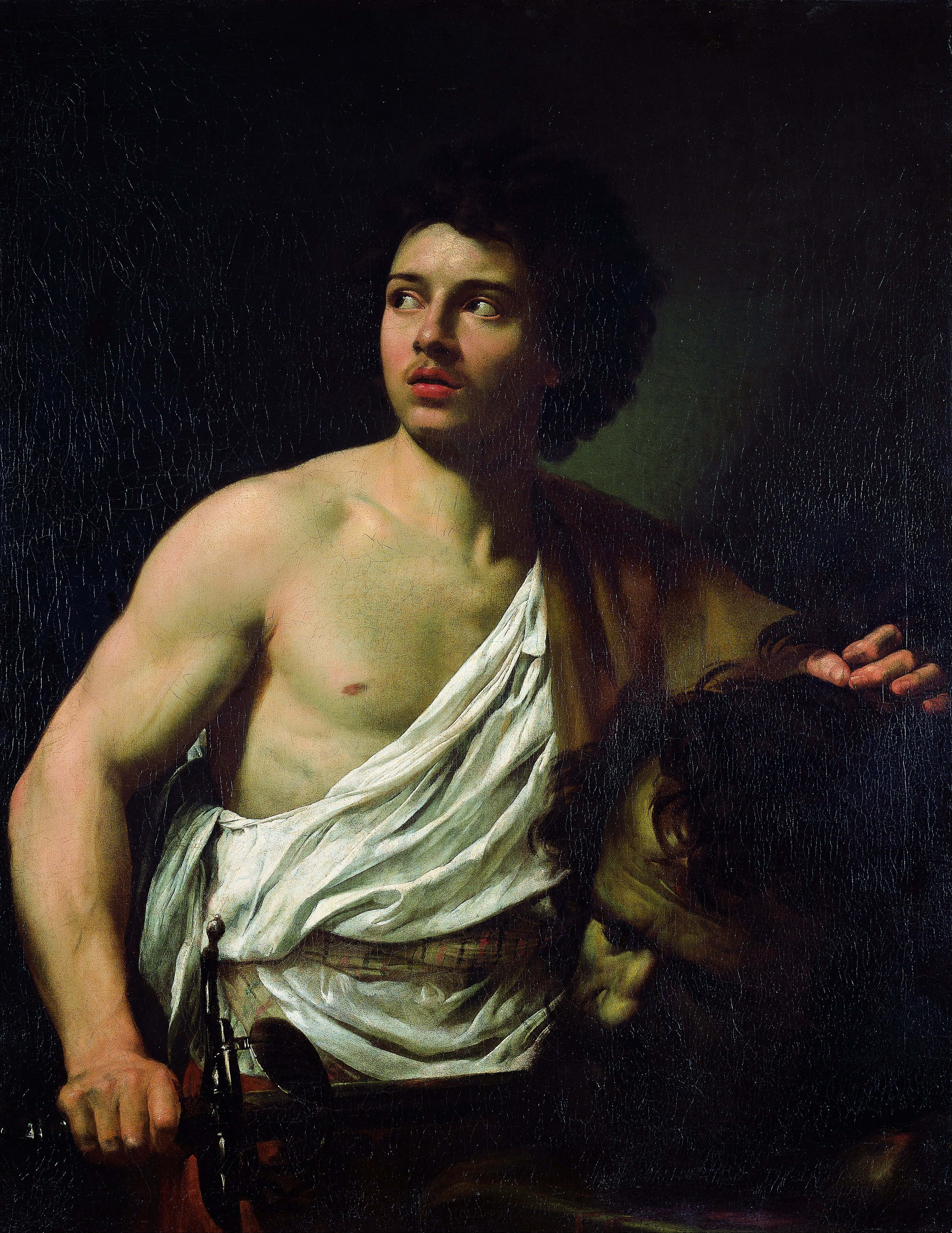
Davide con la testa di Golia, de Simon Vouet, palacio Bianco
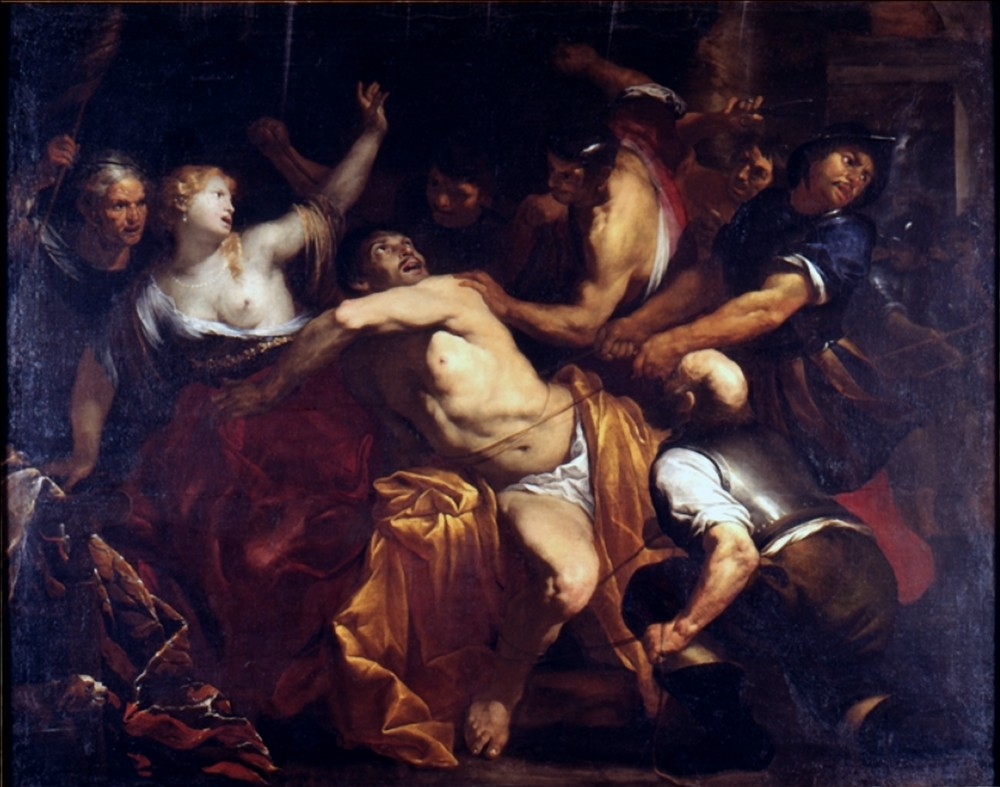
Cattura di Sansone, de Orazioe De Ferrari, Pinacoteca Civica de Ascoli Piceno
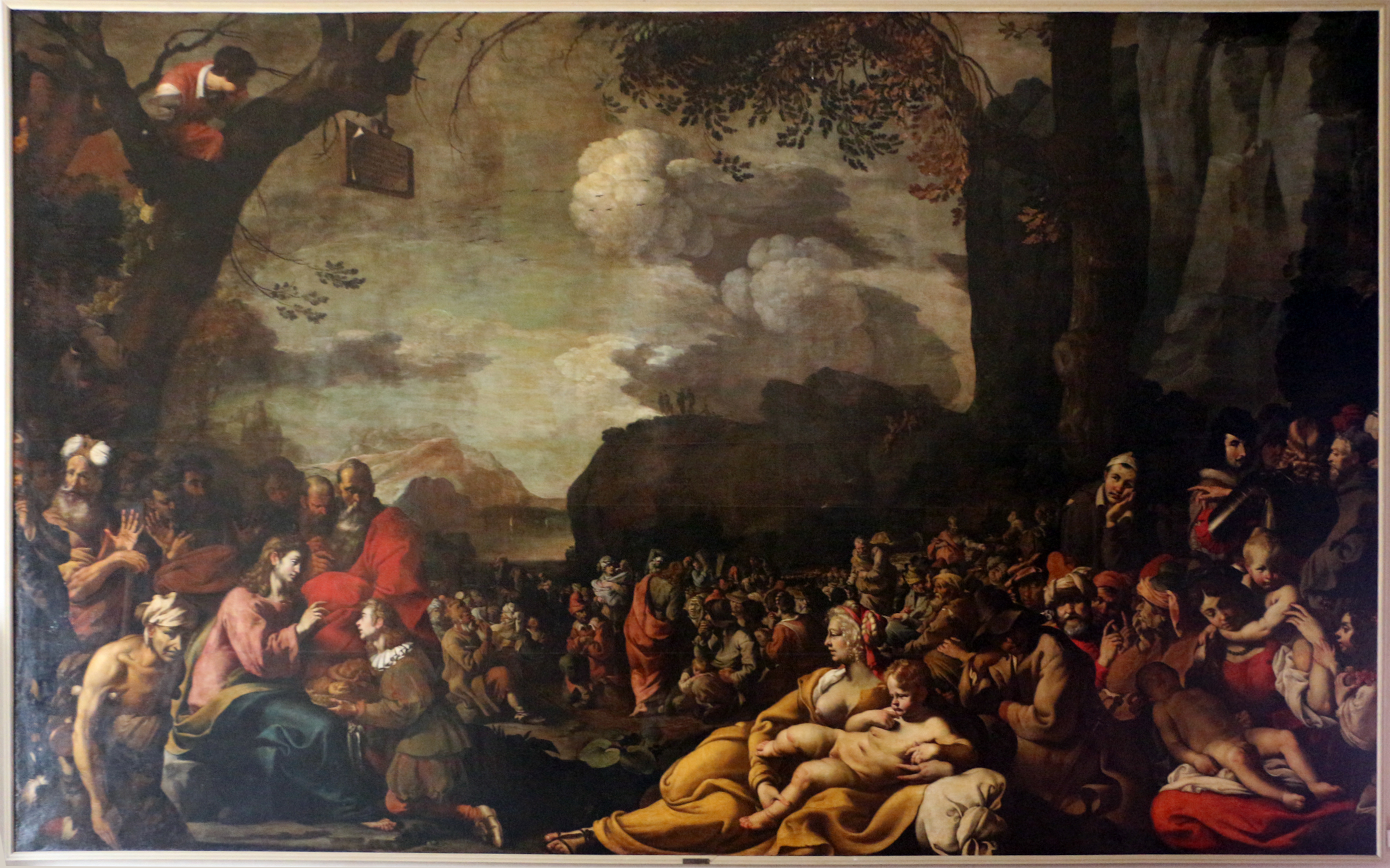
Moltiplicazione dei pani, del Genovesino, palacio Comunale de Cremona

### Domenico Fiasella

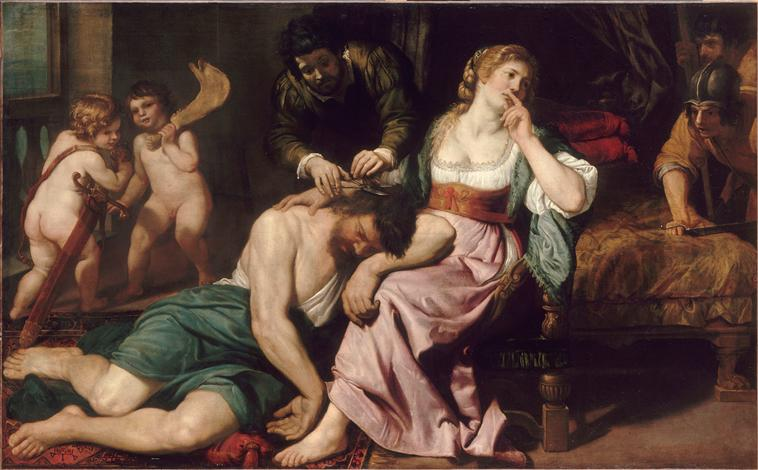
Sansón y Dalila (Museo del Louvre)

Entre los pintores genoveses más influidos por Caravaggio, aunque también por los Carracci y el flamenco Rubens, estaba Domenico Fiasella (Sarzana 1589 - Génova 1669), llamado Il Sarzana por su ciudad natal. El artista, después de una primera formación en Génova en el taller de Giovanni Battista Paggi, se mudó a Roma en 1607 donde durante aproximadamente una década se hizo amigo de Orazio Gentileschi y pintó numerosos lienzos para el marqués genovés Vincenzo Giustiniani, antiguo cliente de Merisi. Entre las obras de este período temprano se encuentran la Resurrezione del figlio della vedova di Naim [Resurrección del hijo de la viuda de Naim] y la Guarigione del cieco nato [Curación del ciego de nacimiento], ambas conservadas en el Museo Ringling en Sarasota, en Florida. Al regresar a su patria en 1616, dejó constancia en numerosos retablos ligures de «la elocuencia retórica de una gestualidad de impronta contrarreformistica» con una huella carraccesca, contemporaneamente con una «agudeza realista» de impronta caravaggiesca. Aquí se encuentran obras totalmente insertadas, como San Lazzaro implora la Vergine per la città di Sarzana [San Lázaro implora a la Virgen de la ciudad de Sarzana] de 1616, conservada en la iglesia de San Lázaro en Sarzana, el Discesa dello Spirito Santo [Descendimiento del Espíritu Santo] de 1618, conservada en la iglesia de Santa Maria di Nazareth en Sestri Levante y la Cena in casa del Fariseo [Cena en la casa del fariseo], conservados en el Museo del Palazzo Reale en Génova.
En 1630 la República de Génova le encomendó un prestigioso encargo: el diseño de una estatua de la Virgen como reina de Génova, que habría de ser utilizada como imagen oficial del estado. La obra sería realizada en bronce por el escultor Giovanni Battista Bianco (1632). Fiasella se convirtió posiblemente en el pintor más afamado en la Génova de su época; alrededor de su figura se estableció un gran taller en el que se formaron muchos artistas de la siguiente generación, como Valerio Castello. La carrera y producción artística de Fiasella fue muy afortunada y consistente; murió muy viejo, habiendo establecido también numerosos contactos con familias nobles de los territorios vecinos, como los Cybo Malaspina de Massa.

Obras de Domenico Fiasella
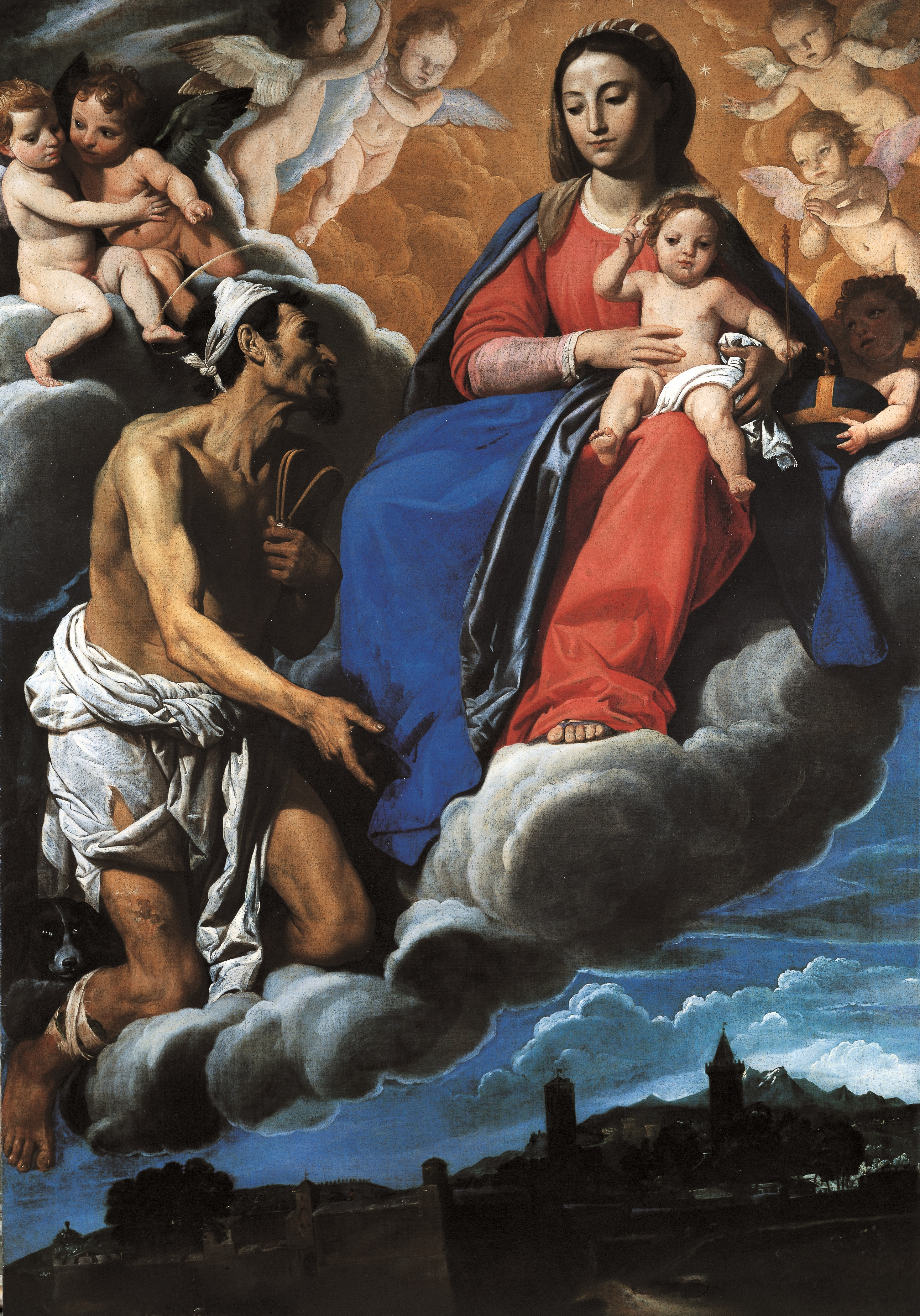
San Lazzaro implora la Vergine per la città di Sarzana, iglesia de San Lázaro en Sarzana
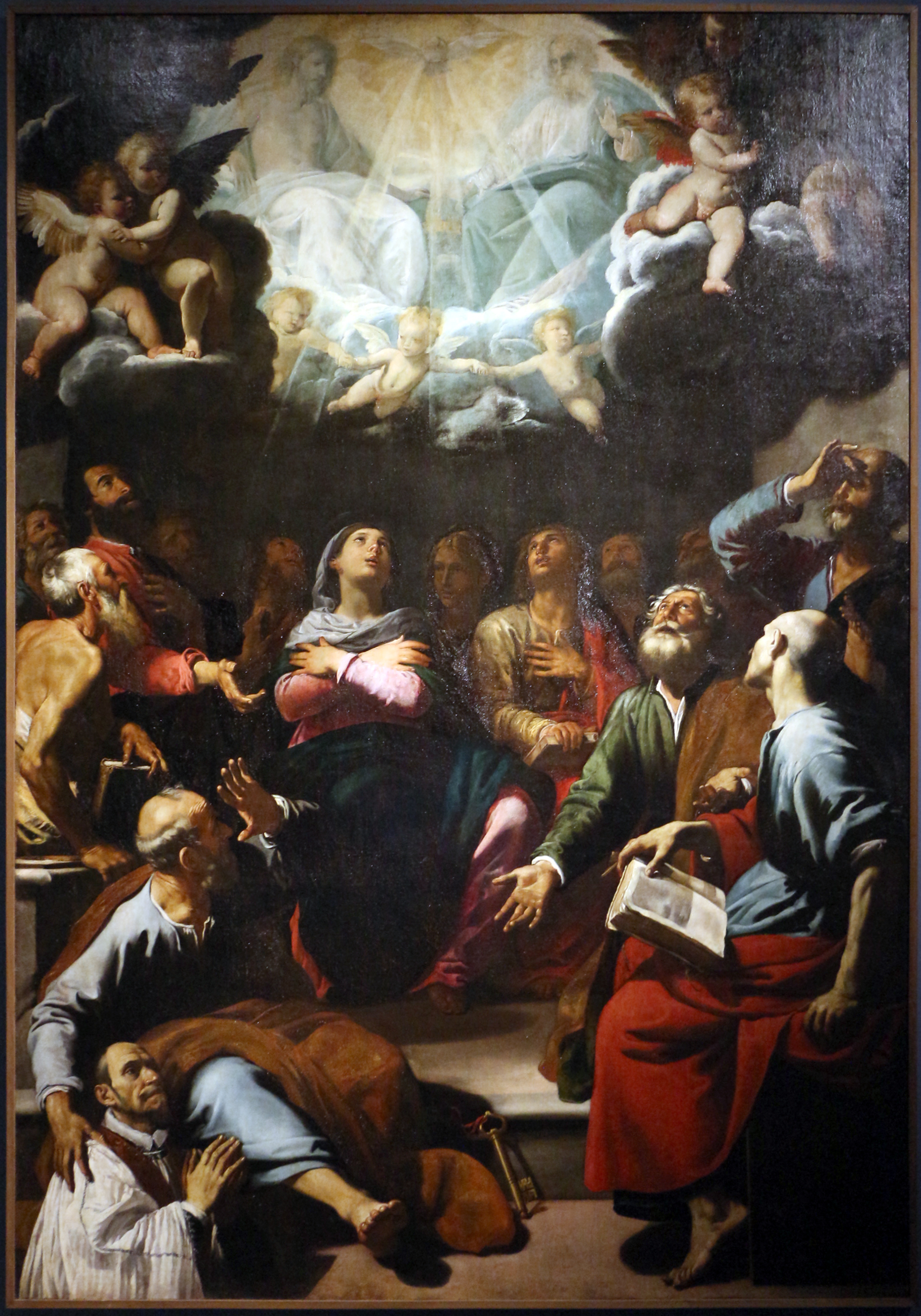
Discesa dello spirito santo, Sestri Levante, iglesia de Santa María de Nazaret.
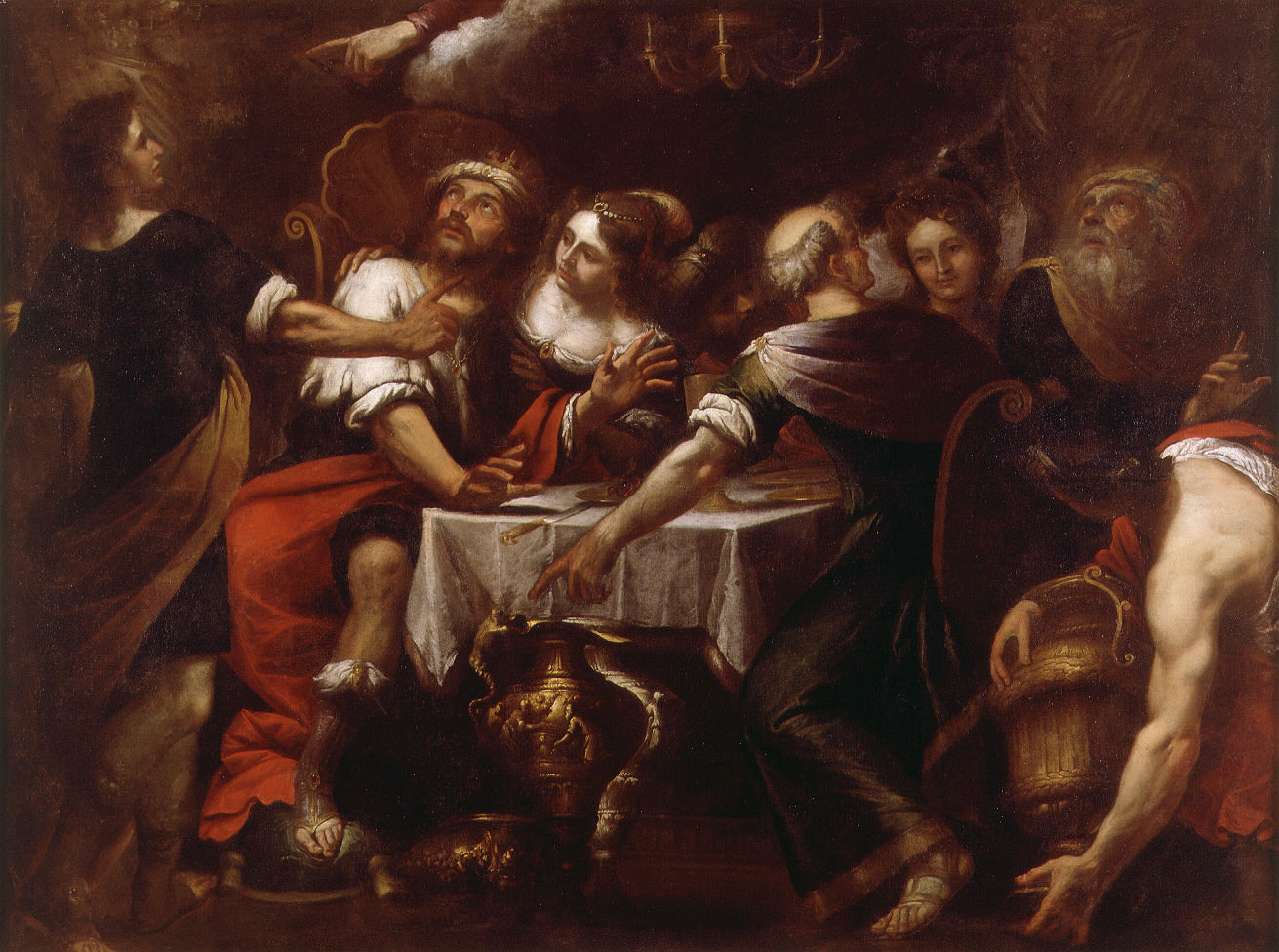
El festín de Baltasar (Museo de Bellas Artes de Valencia)

### Bernardo Strozzi

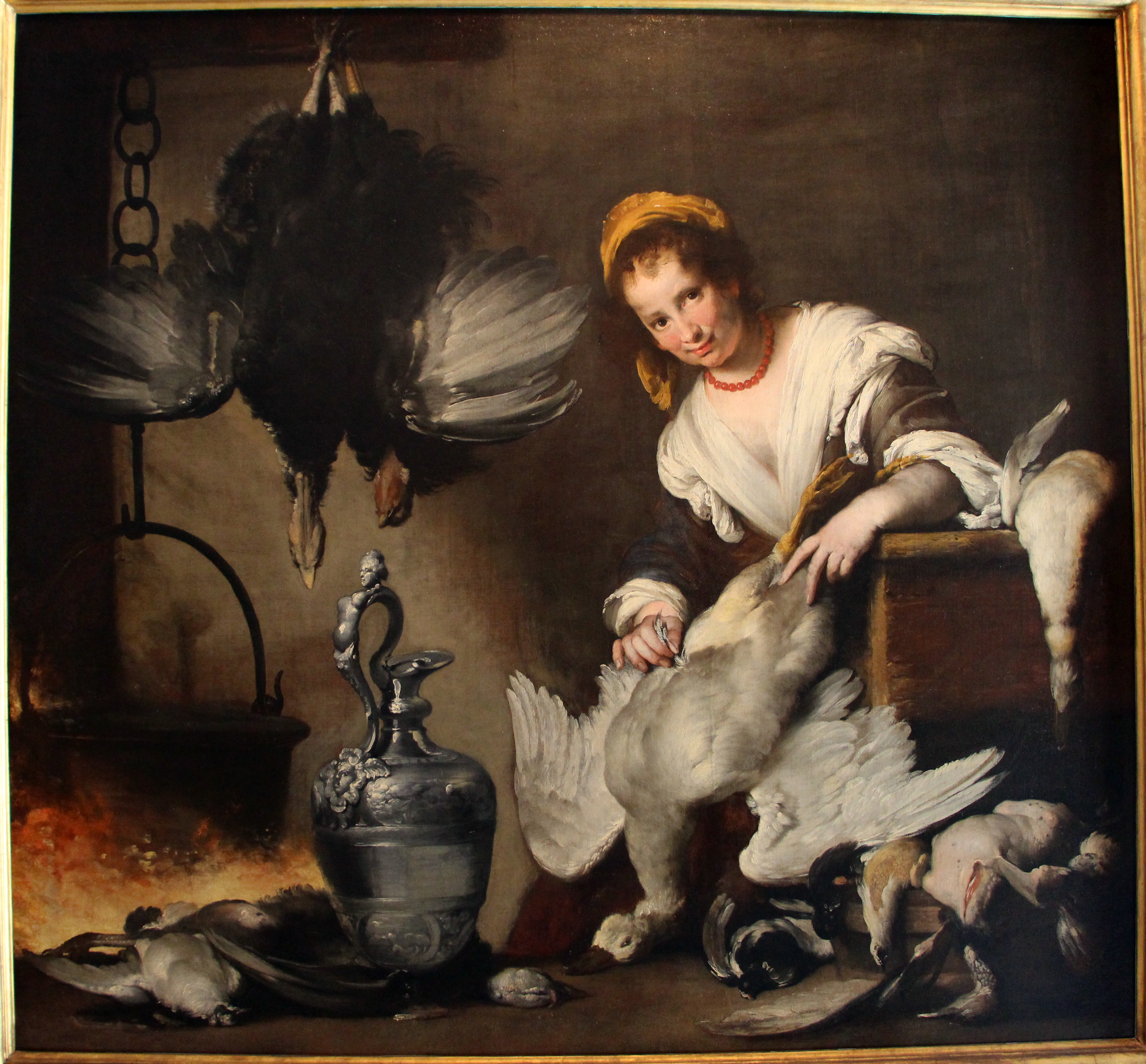
Bernardo Strozzi, La cuoca, ca. 1625, Galería di Palazzo Rosso, Génova

Una síntesis original de las innovaciones provenientes de los principales autores del Barroco temprano, Rubens, Caravaggio y Procaccini, también se encuentra en uno de los primeros autores del barroco genovés, Bernardo Strozzi, llamado il Cappuccino (Génova, 1581 - Venecia, 1644). Después de las primeras obras de estilo todavía tardomanieristas, su vena barroca y ecléctica se exhibirá en las grandes decoraciones al fresco, así como en retablos y escenas de género para las colecciones privadas. Perdida la decoración de la iglesia de San Domenico en la actual piazza De Ferrari, la evidencia de su habilidad para pintar frescos permanece hoy en la bóveda con la Allegoria della Fede del Palazzo Nicolosio Lomellini, mientras son numerosas las telas destinadas a las casas patricias, de tema sagrado o profano, como la celebérrima Cuoca y el Pifferaio del palazzo Rosso, así como retablos y retratos. Tras escapar a Venecia del cautiverio en el monasterio capuchino al que fue condenado por la corte eclesiástica, se convirtió en uno de los pintores más apreciados de la ciudad de la laguna, donde contribuyó a la difusión de la poética barroca, también a través de la réplica de obras que había realizado en su ciudad natal.

### Las grandes decoraciones al fresco

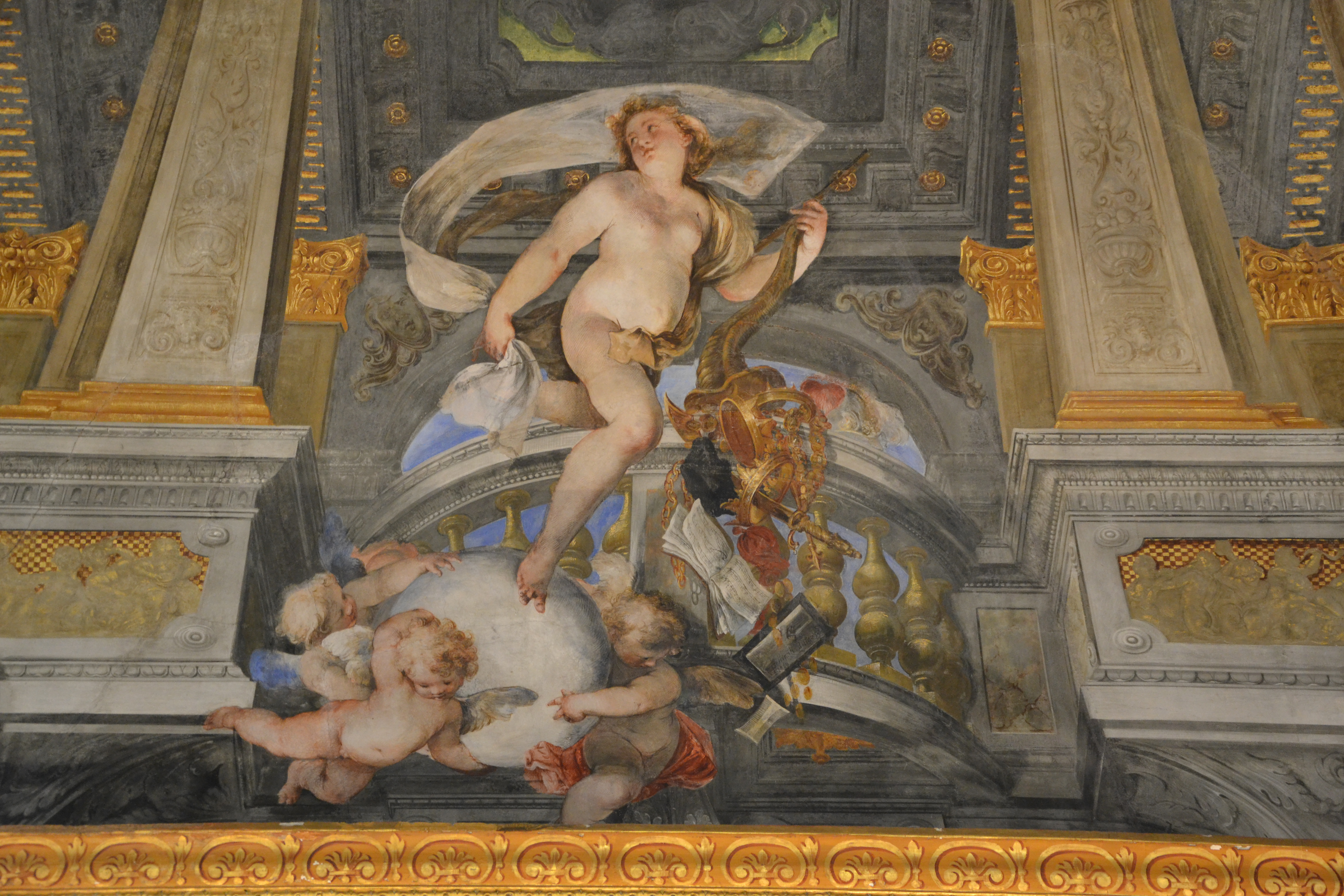
Valerio Castello, Allegoria della fortuna, palazzo Balbi Senarega (Génova)

A partir de la década de 1640 y durante la segunda mitad del siglo y el comienzo del siguiente, aparecen grandes frescos en las bóvedas de las suntuosas casas patricias y de las iglesias genovesas más ricas, unas decoraciones más espectaculares e ilusionistas de la mano de los principales maestros fresquistas —Valerio Castello, Domenico Piola, Gregorio De Ferrari, Giovanni Andrea Carlone—, que competirán con las atrevidas composiciones que se estaban haciendo en Roma y Nápoles en los mismos años —Giovanni Lanfranco, Pietro da Cortona y Luca Giordano—.
Valerio Castello (Génova, 1624 - Génova, 1659), a pesar de su prematura y repentina muerte a los treinta y cinco años, fue el primero en superar, en la decoración de frescos, el rígido esquema tardomanierista que establecía que el autor retratara sus episodios al fresco dentro de marcos pintados o de estuco, pintando figuras que invadían ilusionísticamente el espacio real, agitadas por un dinamismo que impregnaba por completo sus composiciones. Hijo de uno de los principales intérpretes del manierismo genovés, Bernardo Castello, después de su aprendizaje en Génova completó su formación en Emilia, donde aprendió la gracia y la elegancia de las figuras del Parmigianino. En sus trabajos sobre lienzo, usó colores brillantes y vivaces con arreglos inspirados en Rubens y con un estilo personal en la representación de los temas que a menudo dejó en estado de esbozo, como en la famosa Madonna delle ciliegie.
Los frescos realizados para los Balbi, el Salotto della Fama, en el palacio de Giovanni Battista Balbi (actual Palazzo reale), y en las numerosas salas del Palazzo Balbi Senarega, como el salón de honor con la Allegoria del Carro del Tempo y la Galleria del Ratto di Persefone, constituirán la cima de su éxito. En arquitecturas vertiginosas e ilusionistas, pintadas por el boloñés Andrea Seghizzi, destacan los colores brillantes de las representaciones alegóricas emocionadas para celebrar el prestigio y la fama de los patrones, a través de referencias a los mitos y divinidades de la época clásica. Solo a través de fotografías se conoce su obra maestra de inspiración sagrada, los frescos de la iglesia de Santa María in Passione, ya que fueron destruidos durante la Segunda Guerra Mundial.

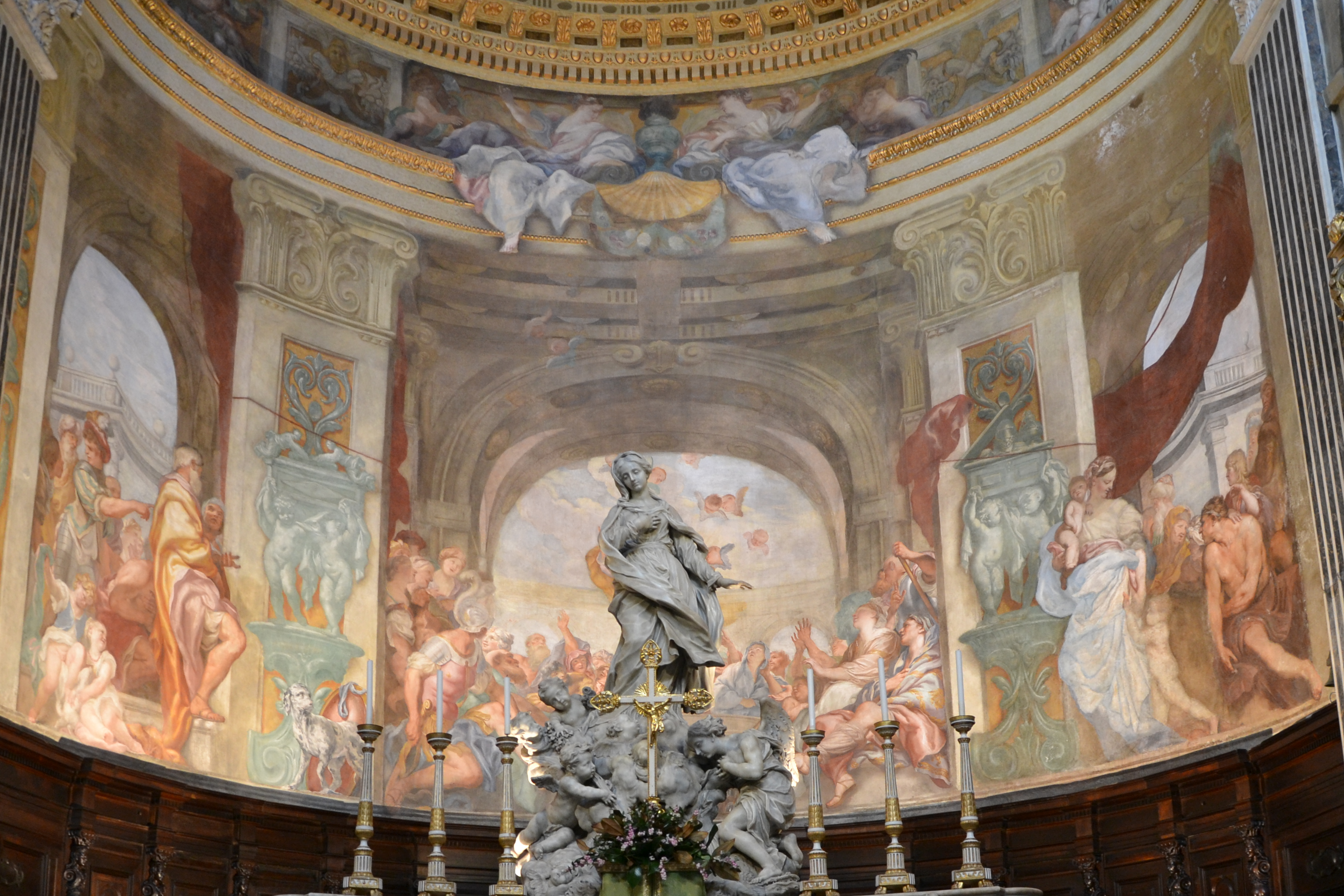
Filippo Parodi, Immacolata, Domenico Piola, frescos, San Luca, Génova

Después de la repentina muerte de Castello, fue su colaborador Domenico Piola (Génova, 1627 - Génova, 1703) quien siguió siendo el protagonista indiscutible en la escena genovesa, obteniendo los principales encargos de nobles y eclesiásticos. También descendiente de una familia de artistas, a lo largo de la segunda mitad del siglo XVII fue jefe del taller de arte más importante de la ciudad, llamado Casa Piola, frecuentado entre otros por el hijo del escultor Filippo Parodi, Domenico, del cuñado de Piola Stefano Camogli, de los hijos Paolo Gerolamo y Anton Maria, y del yerno Gregorio De Ferrari, así como de los quadraturistas y estuquistas boloñeses Enrico y Antonio Haffner.
Entre sus principales obras maestras en el campo profano, se encuentra la decoración al fresco del salón de honor del Palazzo di Pantaleo Spinola con L'offerta a Giove delle chiavi del tempio di Giano, y los salones del Autunno y del Inverno, del palacio de Giovanni Francesco Brignole-Venta (Palazzo Rosso). Entre sus numerosas intervenciones en iglesias y conventos genoveses, destaca la decoración al fresco de la iglesia de los Santos Gerolamo y Francesco Saverio del colegio jesuita en Génova (1666), donde pudo mostrar su vena narrativa en episodios como el L'incontro col re del Bungo [El encuentro con el rey de Bungo]. En los frescos que cubren por completo el interior de la iglesia de San Luca, una parroquia noble de las familias Spinola y Grimaldi, Piola dialoga con la estatua contemporánea de la Immacolata de Filippo Parodi, dando un maravilloso ejemplo de la unidad de las artes. Imposible dar cuenta de la gran cantidad de retablos repartidos por toda Liguria, tantos, dicen los Soprani, como «para cansar cualquier pluma». En ellos, el intento decorativo se fusiona con una fuerte carga emocional, como en el Colloquio di san Tommaso con il Crocifisso (Annunziata del Vastato), en la Adorazione della Trinità (iglesia de san Pietro alla foce), o en la Santa Caterina Fieschi Adorno de la iglesia de San Filippo Neri.

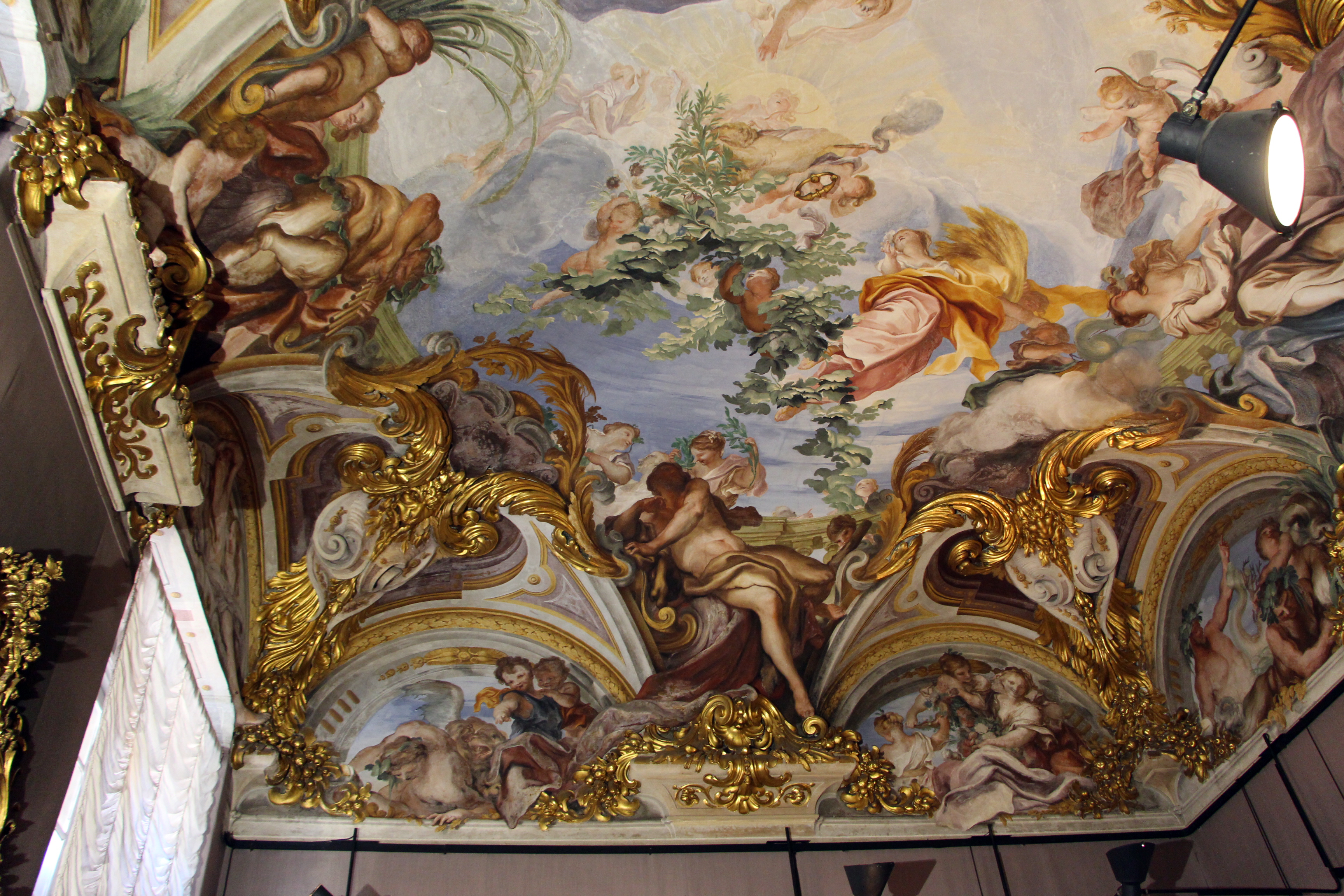
Gregorio De Ferrari, Mito dell'estate, Palazzo Rosso

Los altos resultados de las decoraciones al fresco de Domenico Piola, Giovanni Andrea Carlone y Gregorio De Ferrari se logran, a partir del color y del movimiento de Rubens, así como de la gracia de Correggio y del Parmigianino estudiados en viajes especiales a Parma. En particular, en Gregorio De Ferrari (Porto Maurizio, 1647 - Génova, 1726), la ligereza de estos frescos, que inspirarán a los pintores de la futura decoración rococó, se suma a una extrema pericia en fusionar la contribución de otros artistas, los artistas del estuco, quadraturistas y arquitectos, logrando así una excepcional continuidad decorativa en la realización de los ambientes de capillas y edificios. Son ejemplos destacados las famosas Sale delle Stagioni del palazzo Rosso, el Salón con Diana ed Endimione, en el palazzo Gio Carlo Brignole de la Strada nuova, la Sala del Carro del Sole, de Villa Balbi allo Zerbino, la Sala di Bacco e Arianna en el palazzo Gio Battista Centurione y la cúpula con Il trionfo della Croce de la iglesia di Santa Croce.

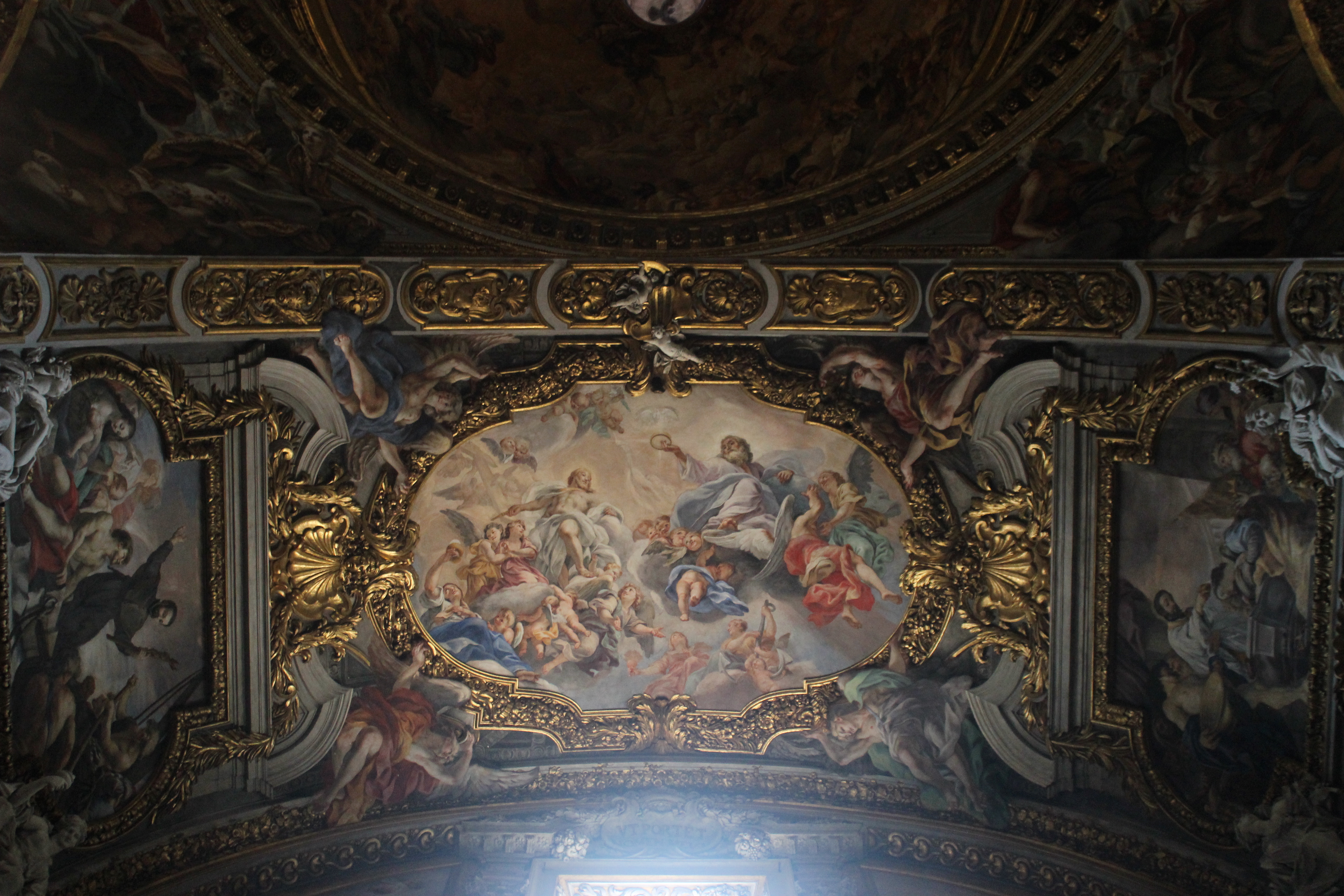
Giovanni Andrea Carlone, La Gloria di San Francisco Javier, il Gesù, Roma

Fecunda fue también la producción de la familia de los Carlone, de origen ticinés, titulares de un importante taller pictórico. Los hermanos Giovanni (1584-1631) y Giovanni Battista Carlone (Génova, ca. 1603 - Parodi Ligure, ca. 1684), serán particularmente favorecidos por las órdenes religiosas que los llamarán para decorar las principales iglesias genovesas debido a su estilo plano y narrativo, apenas innovador, pero muy didáctico, adecuado para transmitir los contenidos de la fe a los fieles. Fueron autores, para los jesuitas, de los frescos de la iglesia de Jesús; para los padres Teatinos, de los frescos de las bóvedas de la nave central de la Basílica de San Siro en Génova y de la iglesia de Sant'Antonio abate; para los menores franciscanos, algunos frescos de la Santissima Annunziata del Vastato. En el último desafío de Giovanni Battista Carlone, el ciclo de grandes lienzos para la nave de la iglesia de Nostra Signora del Carmine, completado por su hijo Giovanni Andrea Carlone (Génova, 1639 - Génova, 1697), son evidentes las diferencias de estilo entre las últimas telas de su padre y las obras maestras de su hijo, que ya introducen el lenguaje moderno que viene de Roma y de su actividad con Pietro da Cortona.
En Roma, en la bóveda de la nave con el Trionfo del Nome di Gesù y en la capilla de San Ignacio de la iglesia del Gesù, el genovés Giovan Battista Gaulli llamado il Baciccio (Génova, 1639 - Roma, 1709) y Giovanni Andrea Carlone dejarán sus obras maestras, en la virtuosistica perspectiva de avance, ejemplo de la fusión berniniana de las artes (pintura, escultura, arquitectura, estuco).

### La pintura de género

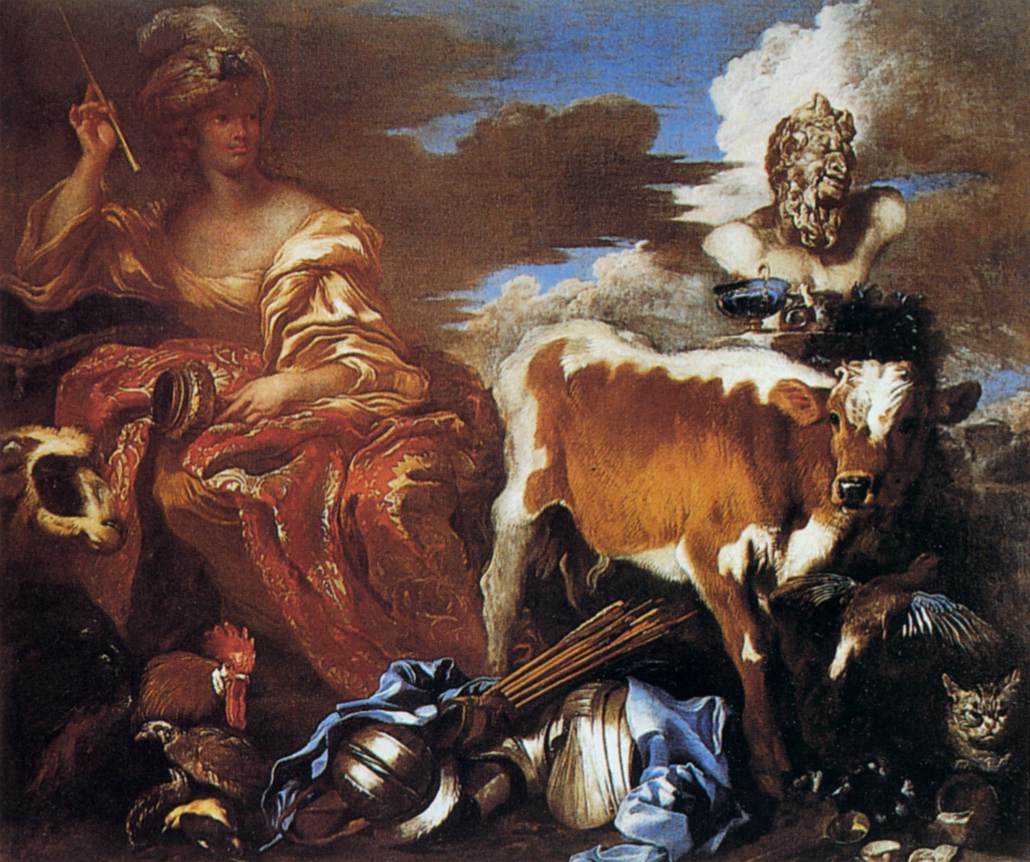
Giovanni Benedetto Castiglione. Circe. Galleria degli Uffizi

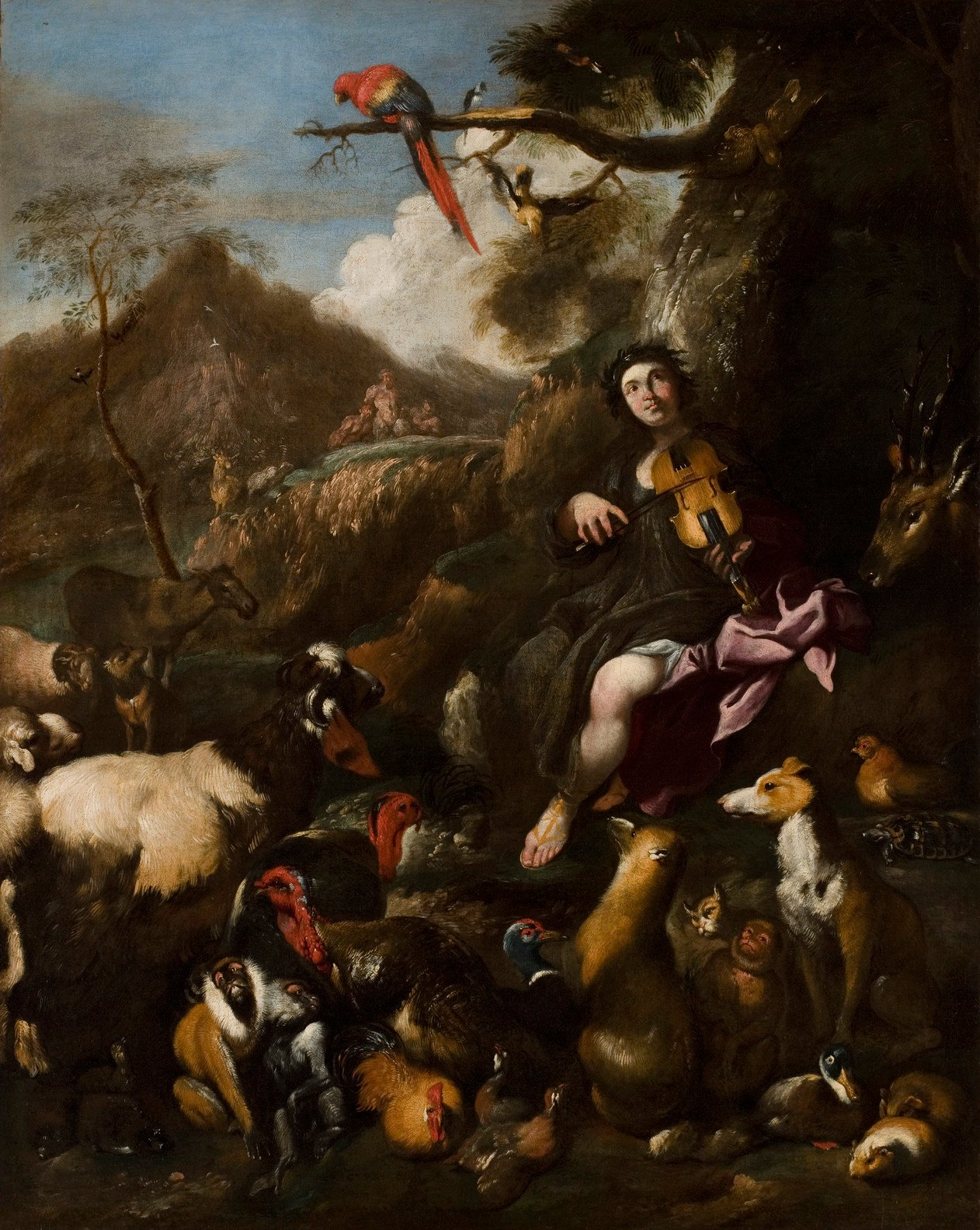
Giovanni Benedetto Castiglione, Orfeo, Helsinki, Kansallisgalleria

Además de los maestros involucrados en los grandes encargos, la escuela genovesa logró resultados notables incluso en los géneros considerados en ese momento menores, recientemente revaluados por la crítica. Este fue el caso de Giovanni Benedetto Castiglione conocido como il Grechetto (Génova, 1609 - Mantua, 1664), dedicado principalmente a la llamada pintura de género y al aguafuerte. En sus temas más agradables, escenas pastorales y caprichos mitológicos, muestra una habilidad incomparable en la representación de los elementos naturales y de los animales en particular, así como un entusiasmo decididamente anticlásico en la representación de temas mitológicos. Ganó gran aprecio también en sus escasos encargos públicos, como en la Adorazione dei pastori para la iglesia de San Luca, que hizo que fuese demandado también en Roma y Mantua, donde terminó su carrera como pintor de la corte.
Hay una larga lista de pintores genoveses involucrados en géneros pictóricos menores: entre los primeros, Sinibaldo Scorza (Voltaggio, 1589 - Génova, 1631), primer campeón de la pintura de género, llamado el «retratista de animales», Anton Maria Vassallo, amigo y colaborador del Grechetto, Antonio Travi (Sestri Ponente, 1608 - Génova, 1665) apodado il Sestri por su lugar natal, apreciado por los paisajes con figuras de evidente inspiración flamenca, de los cuales es famosa la Adorazione dei pastori (Génova, Palazzo Bianco), Stefano Camogli, experto en bodegones. También en el campo de la pintura de género había muchos pintores de origen flamenco que fueron llamados a trabajar a Génova por numerosos coleccionistas, algunos de los cuales abrieron tiendas florecientes, como Jan Roos y Vincent Malo, expertos en las naturalezas muertas, Cornelis de Wael, buscado por sus paisajes animados, y el holandés Pieter Mulier (Haarlem, 1637 - Milán, 1701), llamado il Tempesta por el extraordinario virtuosismo en la representación de tormentas marinas.

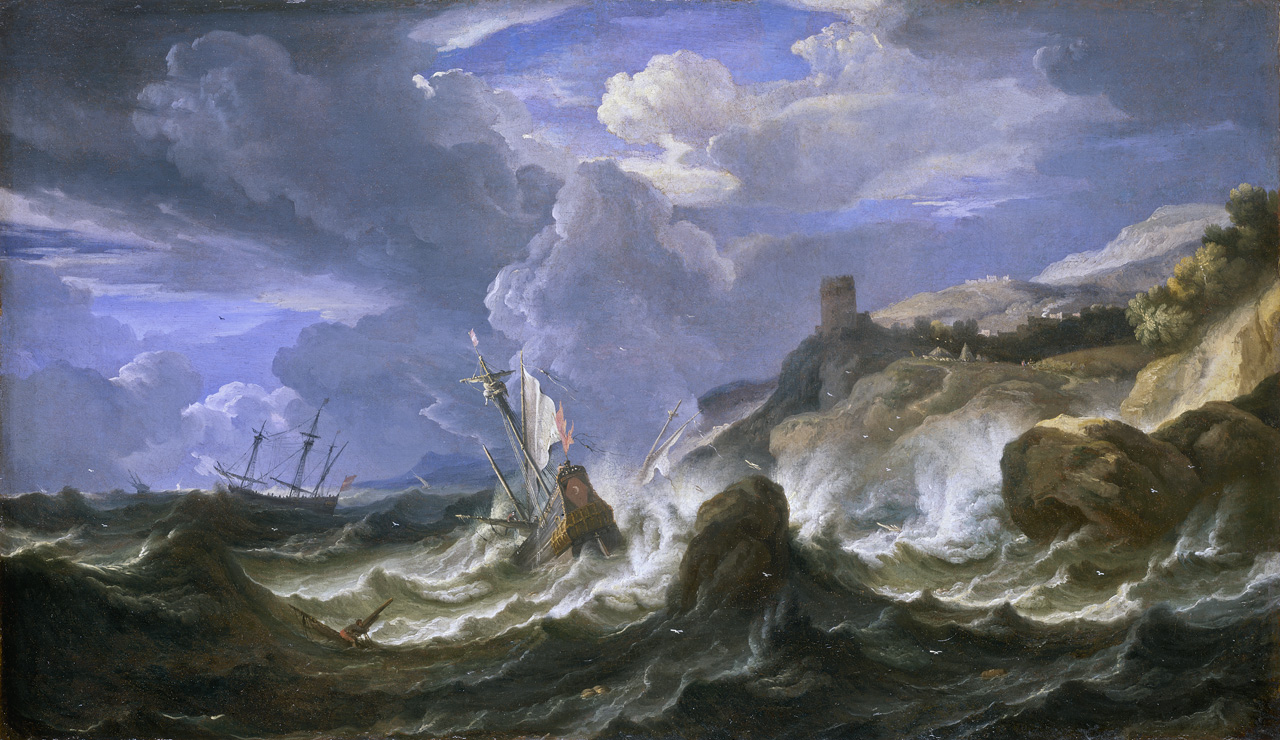
Pieter Mulier, Nave in tempesta, National Maritime Museum, Greenwich
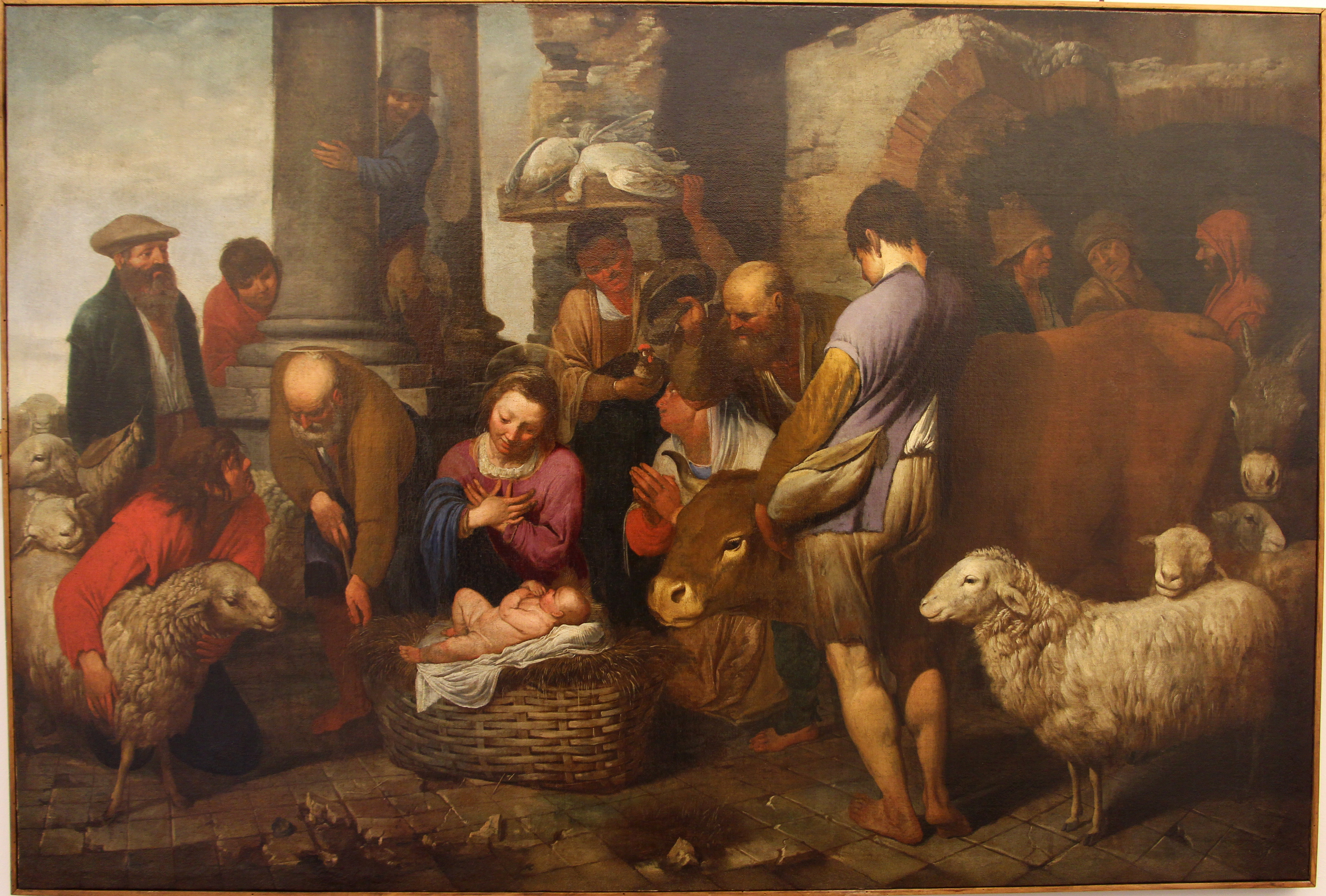
Il Sestri, Adorazione dei pastori, Palazzo Bianco
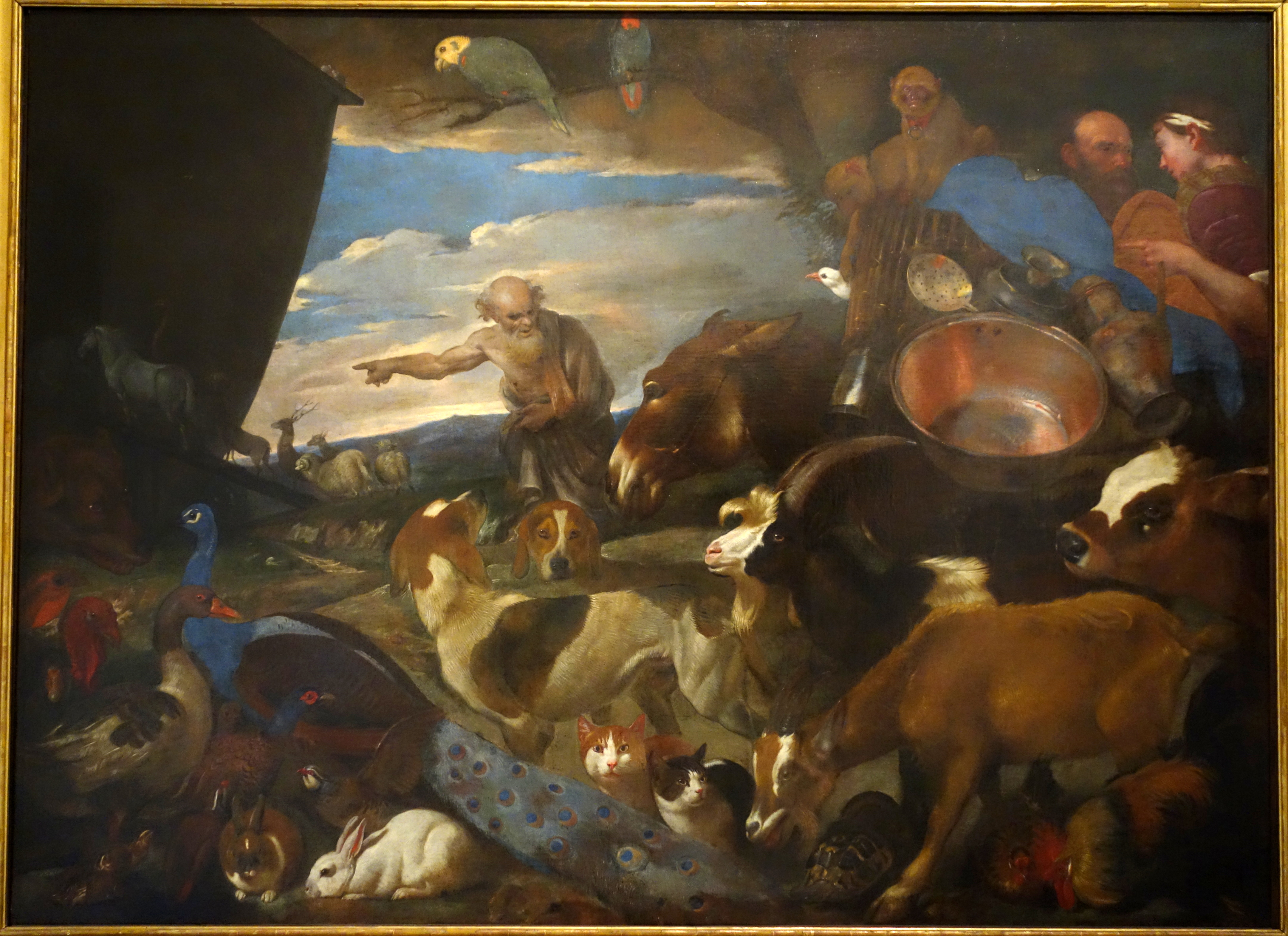
Giovanni Benedetto Castiglione, Entrada de los animales en el Arca

### El Settecento
La moda de las grandes decoraciones al fresco en las residencias y edificios religiosos de la Liguria continuó en el siglo XVIII con la segunda generación de pintores genoveses, asistidos por un gran grupo de artistas extranjeros.
De Bolonia llegó Marcantonio Franceschini  (Bolonia,  1648 - Bolonia, 1729), un pintor clasicista que contraponía una compostura formal y límpida con el entusiasmo de los pintores locales. Las obras perdidas realizadas para el Palacio Ducal, destruido por un incendio en 1777, siguen siendo ejemplos importantes de su arte como la decoración de la bóveda de la iglesia de San Felipe Neri y en las Storie di Diana del Palazzo di Stefano Pallavicino en la Strada Nuova. Boloñés fue también Giacomo Antonio Boni  (Bolonia, 1688 - 1766), autor de numerosas decoraciones de iglesias y palacios, cuya rápida ejecución iba a menudo en detrimento de los resultados cualitativos de las decoraciones, presentes en muchos de los Rolli genoveses (palazzo Gio Battista Saluzzo, palazzo Durazzo, hoy real, palazzo De Mari, Oratorio de san Filippo Neri).
Pero fueron los descendientes de los tres grandes protagonistas del barroco genovés, Piola, Parodi y De Ferrari, los que tendrán el papel de protagonistas. Para nombrar los resultados más altos, Domenico Parodi dejó su obra maestra en la galería del Palazzo reale, fusionando magistralmente arquitectura, pintura y escultura en uno de los entornos más significativos del barroco italiano tardío. Paolo Gerolamo Piola, un colaborador desde hacía mucho tiempo de su padre y como este muy prolífico, dejó numerosos telas y decoraciones de frescos entre las que destaca laVergine fra i Santi Domenico, Ignazio e Caterina de la Santa Maria Assunta de Carignano y las decoraciones al fresco del Palazzo Sauli y de la iglesia de Santa Marta. Lorenzo De Ferrari, autor de ambientes notables en el palazzo Grimaldi de la Piazza S. Luca, y de la Galleria del Trionfo d'Amore en el palazzo Spinola di Pellicceria, alcanzó su apogeo en la exuberancia decorativa de la Galleria Dorata del Palazzo Carrega, con la Storie di Enea, donde, gracias también a un inteligente juego de espejos, creó una de las decoraciones más originales de la época.
El más actualizado fue Domenico Guidobono de Savona, que dejó decoraciones refinadas en palacios genoveses (palazzo Centurione, decorado con su hermano Bartolomeo, galería del palazzo De Mari, palazzo Negrone) y en las residencias piamontesas donde trabajó para los Saboyas en el palazzo Madama.
Llamado por los Spinola, llegó el florentino Sebastiano Galeotti, para quienes realizó la decoración de frescos de la iglesia de la Maddalena y del palazzo Spinola di Pellicceria, lleno de figuras escultóricas modeladas con un fuerte claroscuro.
Carlo Giuseppe Ratti, pintor prolífico, pero modesto, y director de la academia ligustica en la segunda mitad del siglo XVIII, es más conocido por sus obras literarias que por sus obras artísticas. La Storia de' pittori, scultori et architetti liguri e de' forestieri che in Genova operarono [Historia de los pintores, escultores y arquitectos de Liguria y de extranjeros que en Génova operaron], manuscrito de 1762, resumido y ampliado a partir del texto original de Raffaele Soprani de 1674, y la Instruzione di quanto può vedersi di più bello in Genova in pittura, scultura e architettura [Instrucción de cuanto puede verse más bello en Génova en pintura, escultura y arquitectura], son obras ricas en noticias sobre los autores del barroco genovés como la Vitede Vasari lo fue para el Renacimiento.

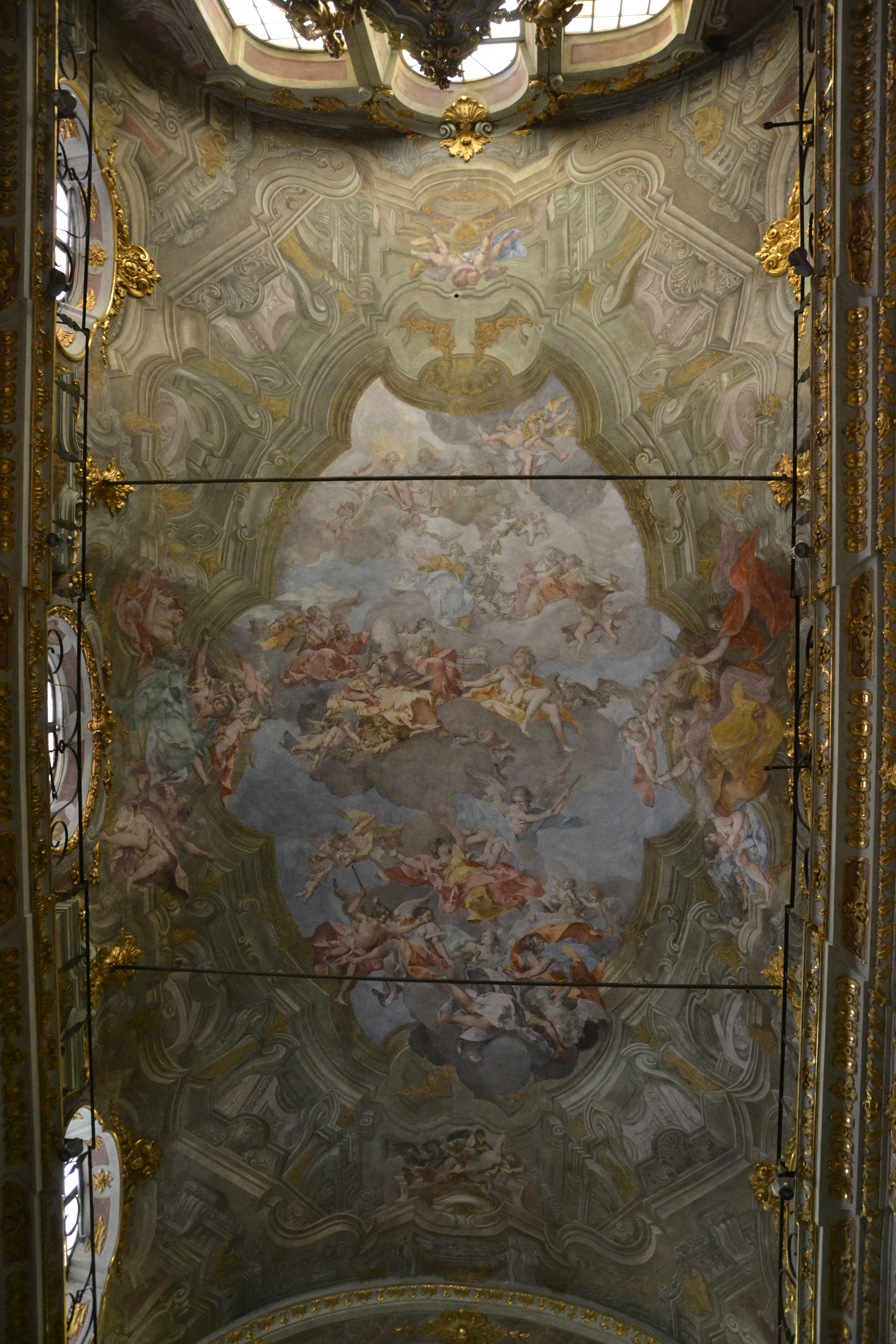
Sabastiano Galeotti, Santa Maria Maddalena, frescos de Sebastiano Galeotti
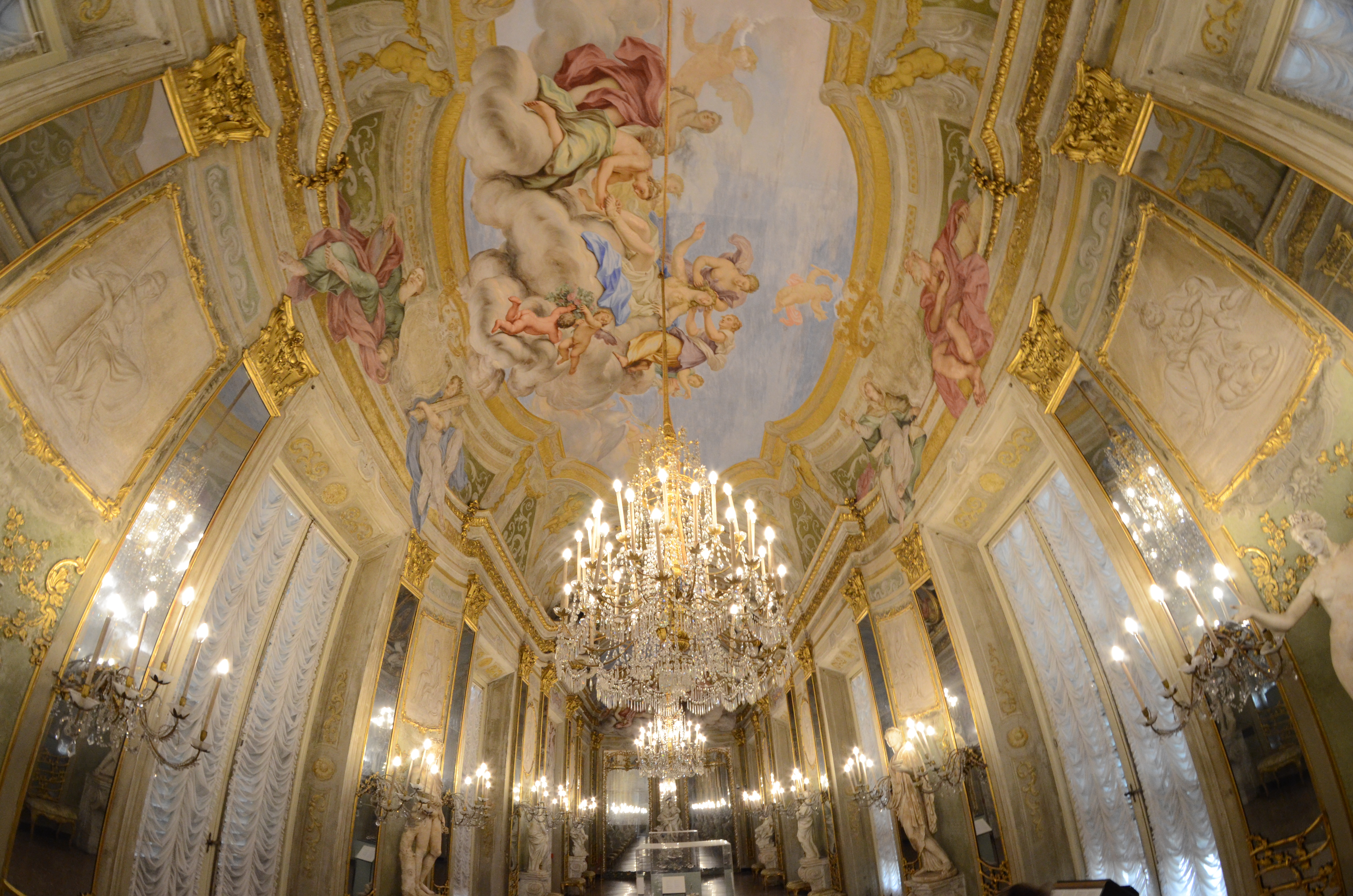
Domenico Parodi, Galería del Palazzo Reale, Génova
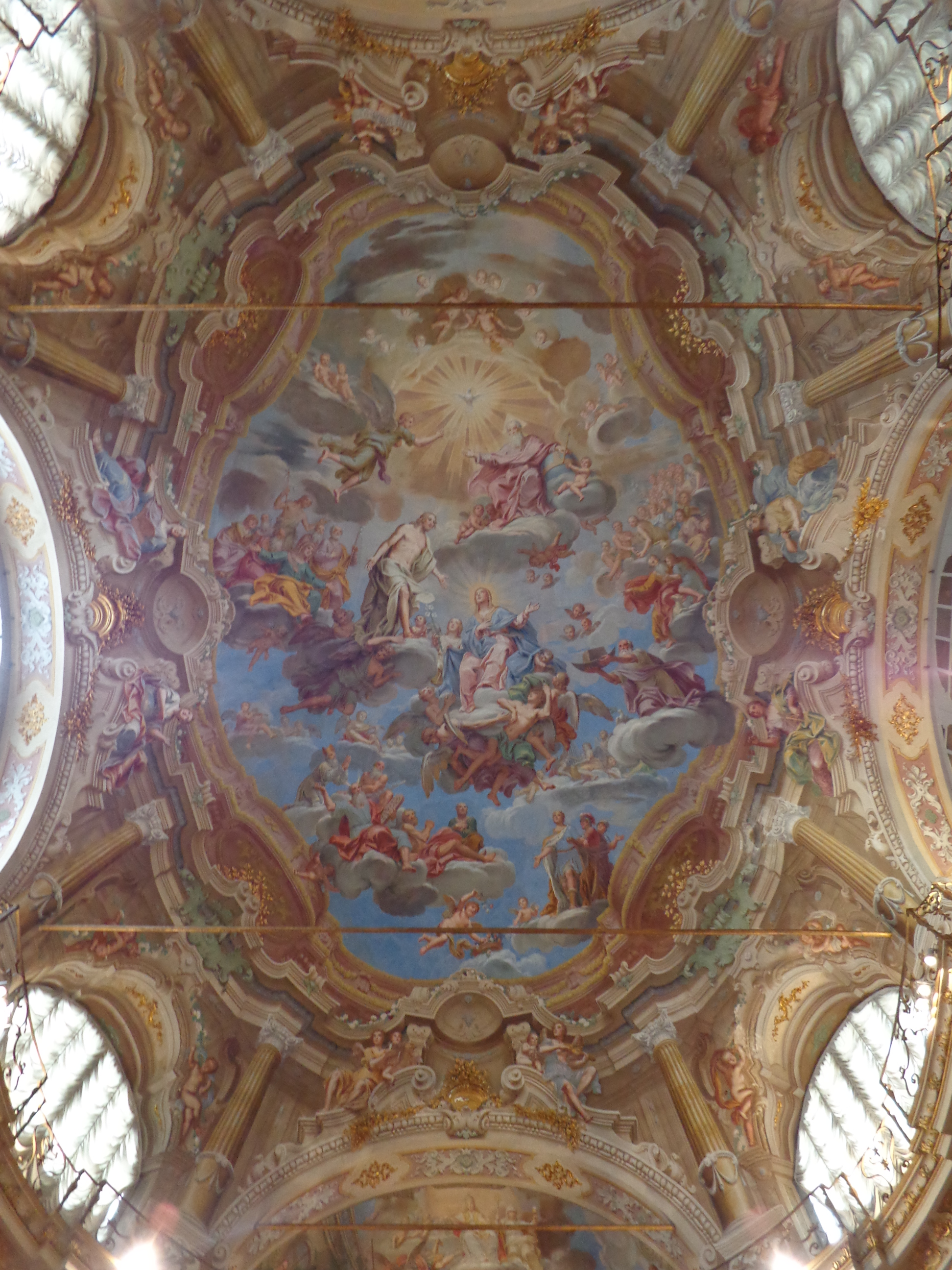
Giacomo Boni, Vergine Assunta, bóveda del Oratorio de San Felipe Neri
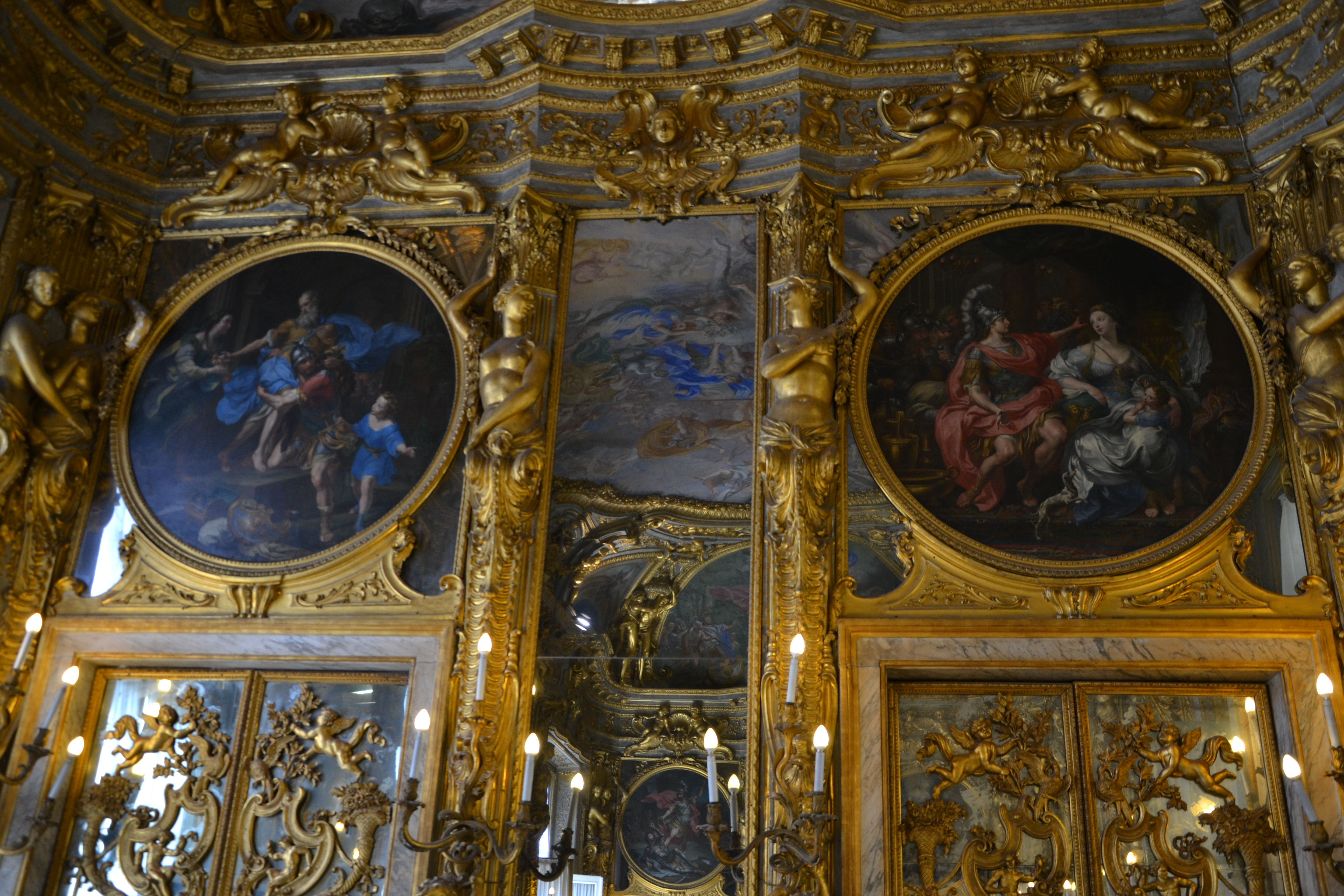
Lorenzo De Ferrari, Galleria Dorata del Palazzo Carrega

## Escultura barroca genovesa

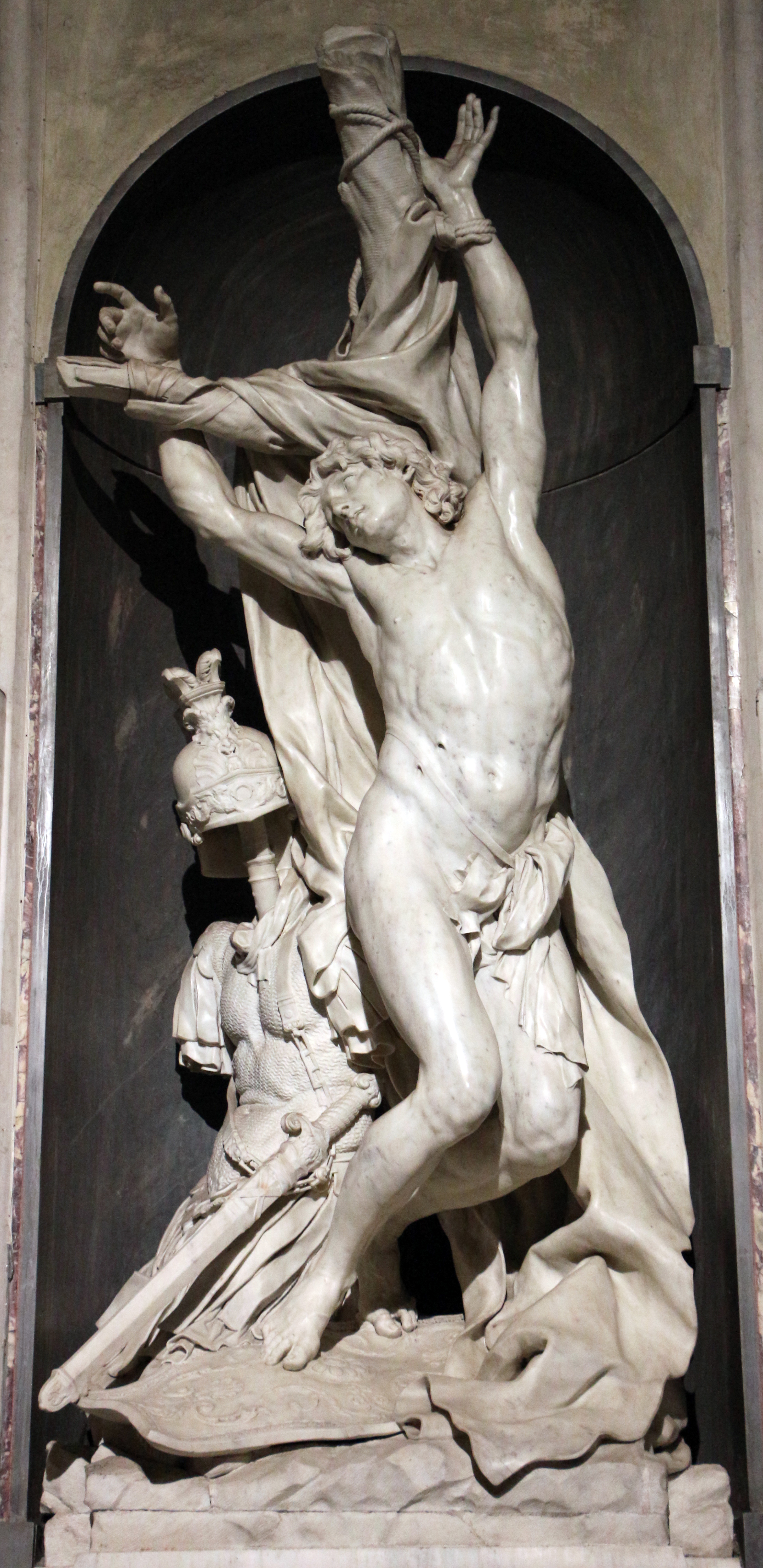
Pierre Puget, San Sebastiano, Santa Maria Assunta de Carignano

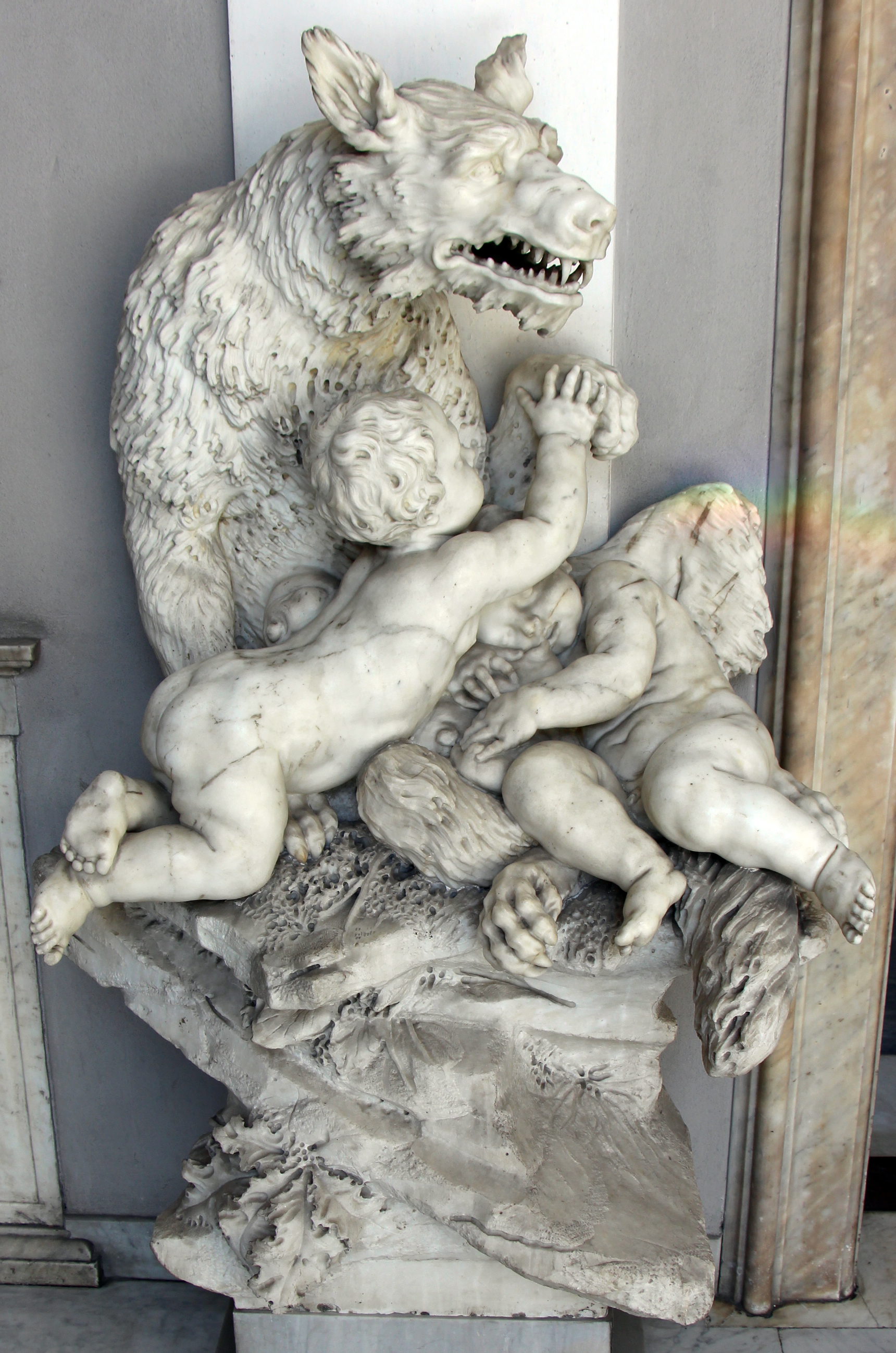
Domenico Parodi y Francesco Biggi, Romolo e Remo allattati dalla lupa (Palazzo Rosso, Génova)

### Pierre Puget y Filippo Parodi
También en el campo escultórico fue la llegada de un artista extranjero la que llevó las últimas innovaciones del barroco romano a Génova, estimulando así la actualización de los artistas locales. En este caso, fue la estancia de uno de los principales escultores del barroco francés, Pierre Puget (Marsella, 1620 - Marsella, 1694) quien permaneció en Génova durante casi una década, desde 1661 hasta 1668, y que continuó manteniendo sus relaciones también en los años siguientes.
En la primera mitad del Seicento dos familias de artistas trabajaban principalmente en el campo escultórico, la familia Carlone procedente de Ticino y la familia Orsolino de la Val d'Intelvi, que operaba principalmente en la decoración de los altares de las principales basílicas genovesas, la Annunziata del Guastato, San Siro y la iglesia del Gesù. La personalidad más prominente fue Tommaso Orsolino, autor de algunas obras maestras como la Vergine col bambino de Santa Maria delle Vigne o la Natività del Gesù, pero que estaba luchando para desprenderse de la rigidez típica de la cultura tardomanierista.
Puget, alumno en Roma de Piero da Cortona y fuertemente influido por Bernini, de paso por Génova durante un viaje a Massa para aprovisionarse de mármol, obtuvo importantes encargos del rico patriciado de la Superba que lo llevó a quedarse durante una década. En ese período completó varios proyectos y se convirtió en el titular de un fructífero taller donde se formaron numerosos escultores, como Daniello Solaro y Honoré Pellé. En 1663, Francesco Maria Sauli encargó al escultor que completara la basílica de Santa Maria Assunta de Carignano, inspirada en la obra de Bernini en San Pedro. El colosal baldaquino sobre columnas gemelas coronadas por la estatua de la Asunción, que en el diseño de Puget debería haber ocupado el centro de la basílica, nunca se realizó; a pesar de ello, las dos estatuas talladas para los nichos bajo la cúpula, el San Sebastiano y el Beato Alessandro Sauli, se mantienen entre los más altos logros del escultor. En ellas, el extremo virtuosismo en la presentación de detalles, como la ternura de la carne, el metal de la armadura o los bordados del planeta obispal, se combina con las poses de vuelta girándose.
Será el genovés Filippo Parodi (Génova, 1630 - Génova, 1702), quien había debutado en los primeros años como tallador de muebles y estatuas de madera, el que recoja el guante, a edad ya tardía y después de una estancia en Roma, realizando junto a las dos obras maestras de Puget su Giovanni Battista. Más allá de la belleza del desnudo, la virtud del tallador se revela en la precisa interpretación táctil de los materiales, en las ramas, hojas, pieles y carne del santo.
Puget creó numerosos altares como proyectista y escultor, incluido el altar de la basílica de San Siro, la Immacolata, para el Albergo dei poveri y la Vergine, para la oratorio de san Filippo Neri patrocinado por los Lomellini. Estas obras fueron fuente de inspiración de Parodi en sus principales obras maestras: la Madonna del Carmine, para la iglesia de los Santos Vittore y Carlo, la Virgen con ángeles, en la iglesia de S. Luca, la Gloria di s. Marta, en la iglesia del mismo nombre. En la ornamentación de los palacios, como en las decoraciones al fresco, incluso las estatuarias están inspiradas en el clasicismo. Es el caso del Ratto di Elena esculpida por Puget después de su regreso a Francia para el palazzo di Pantaleo Spinola (ahora en el museo de sant'Agostino) o del Ercole con i pomi delle esperidi de Parodi para el Palazzo De Mari, en Campetto.

### La segunda mitad del Seicento
Recogiendo el legado de Puget estará el hijo de Filippo, Domenico Parodi (Génova, 1672 - Génova, 1742), que ejerció tanto la actividad de pintor como la de arquitecto y escultor en colaboración con Francesco Biggi. Entre sus creaciones más espectaculares y originales están el Ninfeo en el patio interior del palacio de Carlo y Stefano Pallavicino, los Leoni alati del Colegio de los Jesuitas, Romolo e Remo allattati dalla lupa (palazzo Rosso) y una serie de sculture mitologiche para el castello del Belvedere en Viena del príncipe Eugenio de Saboya. También el yerno y colaborador de Filippo Parodi, Giacomo Antonio Ponsonelli (Massa, 1654 - Génova, 1735) inició su fructífero taller que produjo algunas de las piezas más famosas del barroco genovés tardío, conservadas en varias ciudades de Liguria (la Madonna del Rosario de la iglesia de San Domenico en Taggia, la Fontana del Santuario de Savona, el Sepolcro di Stefano Spinola en la catedral de Savona o el altar mayor de la  Basílica de la Vigne) y, en España, el portal de la casa de las Cadenas, en Cádiz, la Fontana del Tritone en Valencia. 

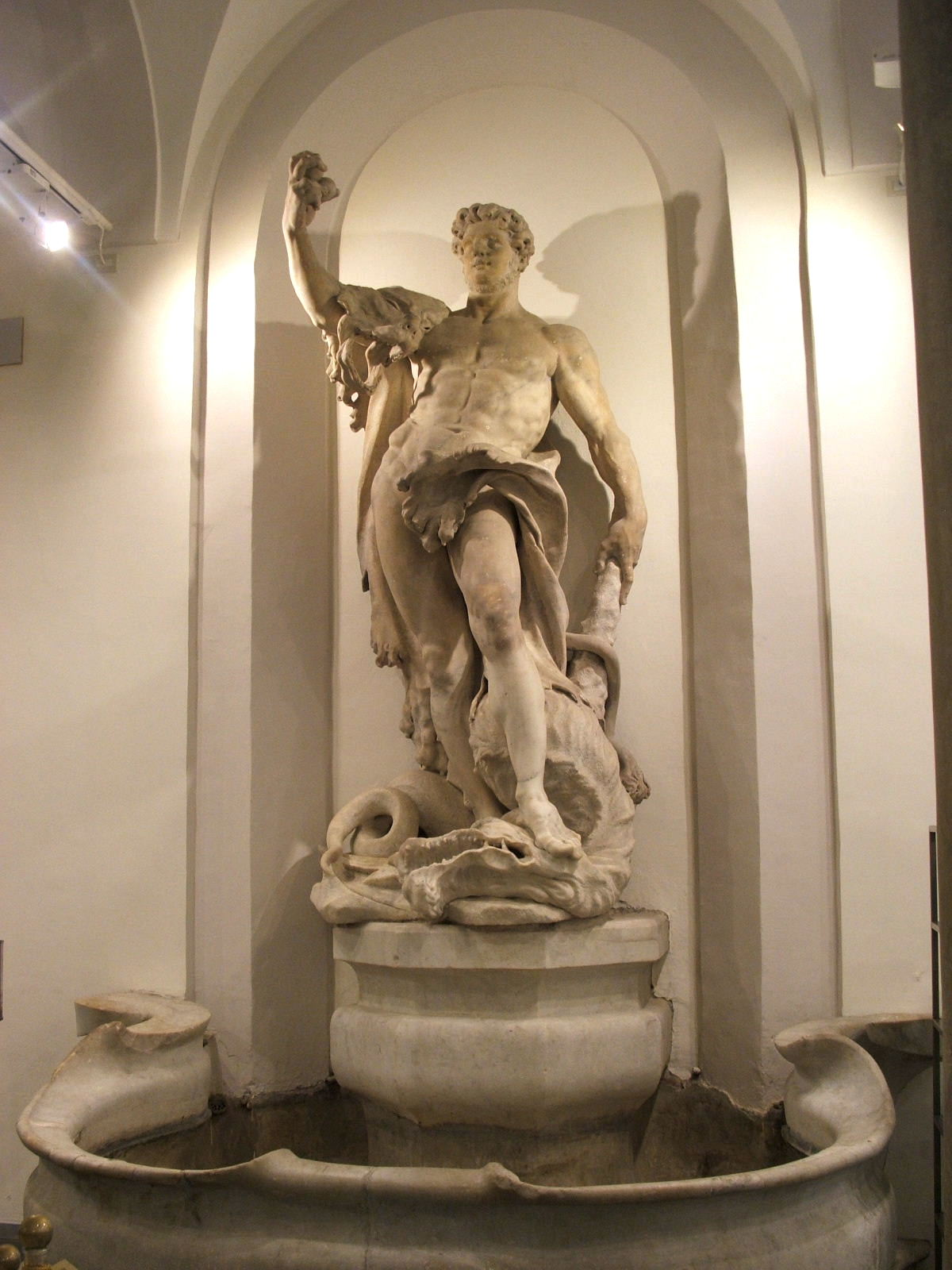
Ercole con i pomi delle esperidi, de Filippo Parodi, Palazzo De Mari, Génova
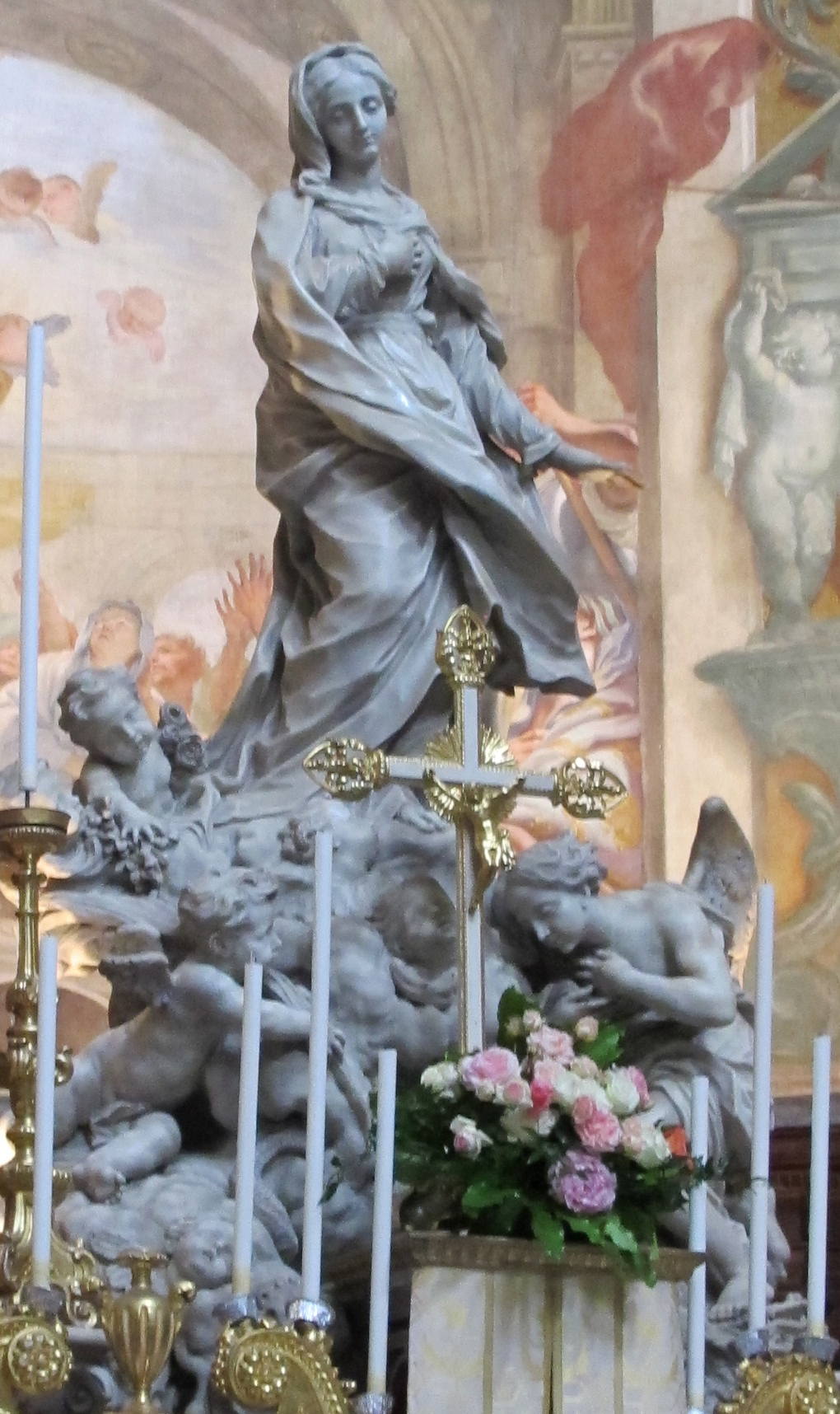
Immacolata, de Filippo Parodi, iglesia de San Luca, Génova
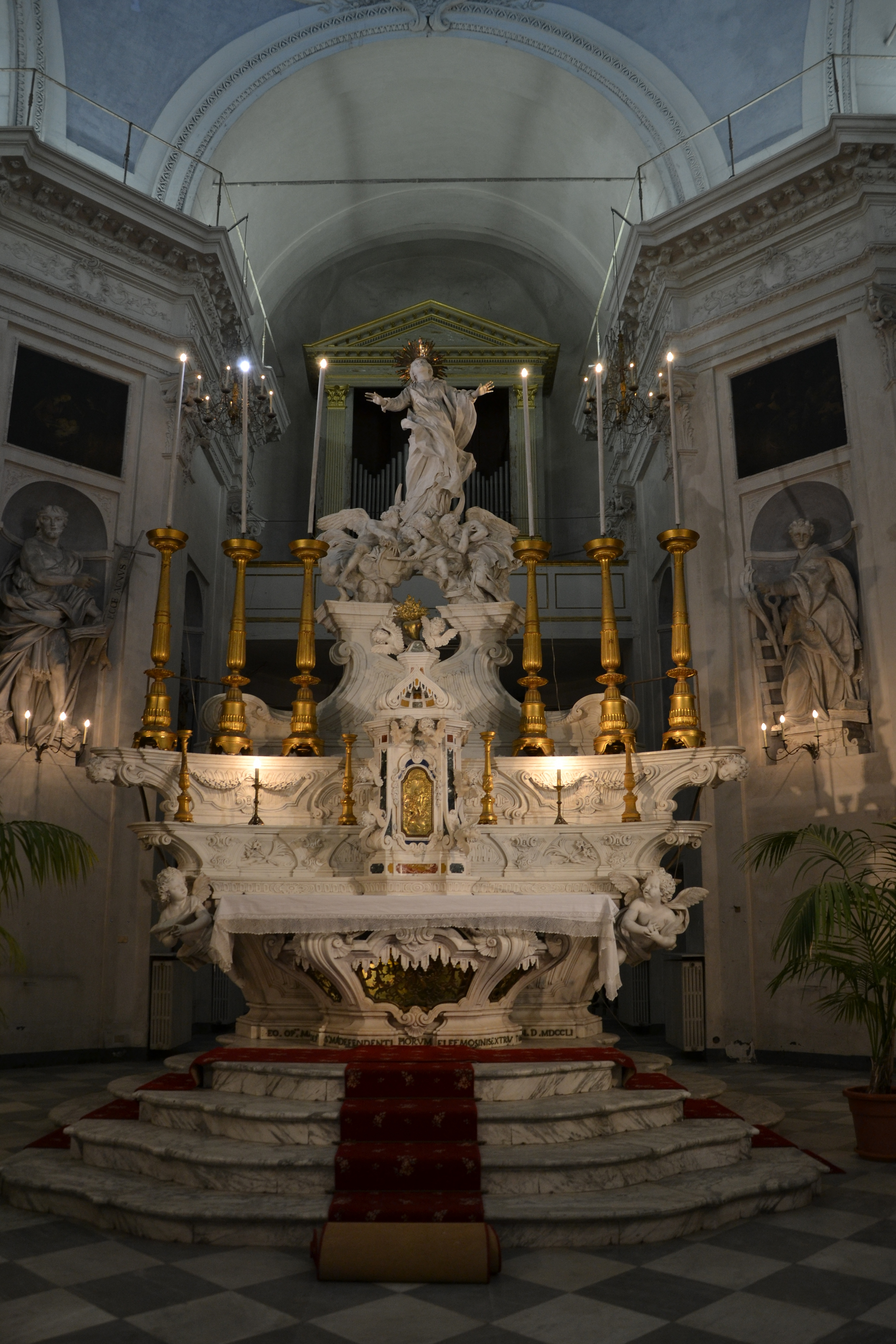
Altare dell'Immacolata, de Pierre Puget, iglesia del Albergo dei Poveri, Génova

## Arquitectura barroca genovesa

Bartolomeo Bianco, Palacio de la Universidad de Génova, patio

La segunda mitad del Cinquecento, gracias a la excepcional prosperidad económica de la República genovesa, fue una época muy fructífera desde un punto de vista arquitectónico. Los mejores ejemplos son los edificios de la recién nacida Strada Nuova, las numerosas villas suburbanas y las cuatro principales iglesias de Génova después de la catedral: Santa Maria Assunta de Carignano, San Siro, el Gesù y Santissima Annunziata de Vastato, todas estas nuevas iglesias obras documentadas por Rubens en su obra Palazzi di Genova, publicada en Amberes en 1622, y acompañada por las plantas y alzados de esos edificios, considerados como modelos ejemplares de arquitectura.
Algunos de esos grandes palacios han sido considerado por los críticos entre los más importantes del panorama italiano. Entre ellos se recuerda el palazzo Doria Tursi, que puede considerarse una combinación interesante de palacio y villa; de hecho, el frente en la calle pública ofrece la imagen de un palacio típico de la ciudad, mientras que el jardín interno, elevado y ópticamente separado de la red de calles externa, crea una proporción más íntima. La configuración planimétrica del vestíbulo, unida al jardín interno, más alto, por medio de una amplia escalera, también denuncia la presencia de un movimiento en profundidad.
En el Seicento, Bartolomeo Bianco (1590-1657) será el intérprete principal en el campo arquitectónico, el mayor arquitecto del barroco genovés, dedicado principalmente a abrir una nueva calle, la actual Via Balbi, que comenzó en 1618 y que dará vida a un distrito residencial noble con la construcción de siete palacios —de propiedad de los Balbi— además del colegio de los Jesuitas y de la iglesia dedicada a los santos Víctor y Carlos. Son de gran efecto escenográfico, en especial, la fachada con las dos grandes alas del palacio Durazzo-Pallavicini, la articulada estructura del palazzo Balbi-Senarega, donde creó un doble piso noble para los hermanos comitentes Giacomo y Pantaleo Balbi, y sobre todo el colegio de los Jesuitas (ca. 1634), actual palacio de la Universidad de Génova, considerado su obra maestra. El palacio tiene planta en forma de U y el arquitecto se inspiró en el palazzo Doria-Tursi de Giovanni Ponzello, aunque en comparación con el palacio Doria muestra una mayor permeabilidad entre el interior y el patio. Sacando provecho de la difícil topografía de un área especialmente pronunciada, Bianco creó una extraordinaria escenografía urbana, con un vestíbulo tan ancho como el cortile y con una serie de logias y de escaleras superpuestas. La continuidad espacial es mucho más fuerte que en los palacios romanos de la época.

### Los encargos públicos
Entre las numerosas obras públicas encargadas por la República, se acometió una elevación del nuevo límite más amplio de la muralla, llamada los Mura Nuove, que se hizo necesario debido a las amenazas de Francia y del ducado de Saboya. Entre 1626 y 1634 fue construida por los arquitectos Ansaldo De Mari y Giambattista Baliani con un trazado de unos veinte kilómetros, que se extendía desde Carignano hasta Capo di Faro y pasaba por el monte Peralto. Las murallas se completaron con la construcción de puertas monumentales, de las cuales hoy se conserva la reconstruida Porta Pila.

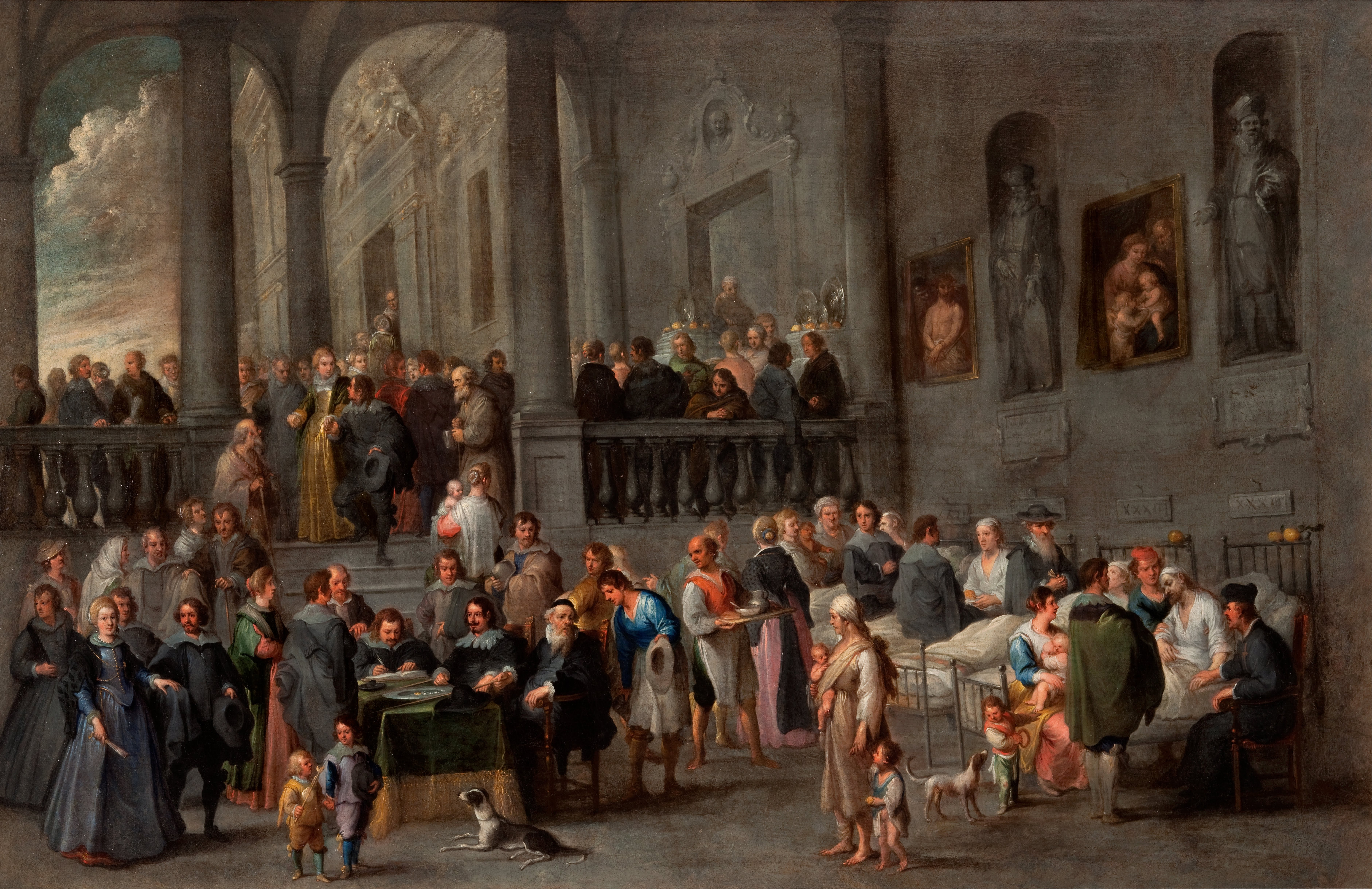
Cornelis de Wael, Hospital de Pammatone, Génova, Palazzo Bianco

La obra pública más importante del siglo XVII fue la elevación del Albergo dei poveri, cuya construcción fue dirigida por Emanuele Brignole, mientras que el proyecto se confió a una delegación de cuatro arquitectos, Gerolamo Gandolfo, Antonio Torriglia y Pier Antonio Corradi junto con Giovan Battista Ghiso. La construcción, iniciada durante la epidemia de peste de 1656, estuvo inspirada en el Ospedale Maggiore de Milán  del Filarete (1451), con una planta de cruz griega inscrita en un cuadrado, cuyo centro está ocupado por la iglesia. Aunque los primeros hospitalizados ingresaron en 1664, la construcción continuó con la contribución del escultor marsellés Pierre Puget, autor de la estatua de la Inmaculada todavía sobre el altar mayor, que también puede haber contribuido al diseño de la fachada. En ella, el uso de un orden gigante sobre un alto plinto rústico no tiene precedentes en Génova, pero remite a la cultura barroca de matriz berniniana.
La expansión del Ospedale de Pammatone se remonta a la segunda mitad del siglo XVIII y fue confiada al arquitecto lombardo Andrea Orsolino. El edificio, al igual que otros edificios públicos importantes como el Albergo dei poveri y la logia del mercado de la plaza Banchi, conserva una vasta galería de estatuas de figura completas que representan a los miembros más insignes de las principales familias patricias que, a través de donaciones y legados, contribuyeron a la construcción y mantenimiento de esas instituciones